# Universidad Tecnológica de Luisiana
La Universidad Tecnológica de Luisiana (en inglés: Louisiana Tech University, Louisiana Tech, La. Tech, o simplemente Tech) es una universidad pública de investigación en Ruston, Luisiana. Forma parte del Sistema de la Universidad de Luisiana y está clasificada entre "R2: Universidades Doctorales - Alta actividad investigadora".
Louisiana Tech abrió sus puertas como Instituto Industrial y Colegio de Louisiana en 1894 durante la Segunda Revolución Industrial. La misión original de la universidad era la educación de los estudiantes en las artes y las ciencias con el fin de desarrollar una economía industrial en la Luisiana posterior a la Reconstrucción. Cuatro años más tarde, en 1898, la constitución estatal cambió el nombre de la escuela a Instituto Industrial de Luisiana . En 1921, la universidad cambió su nombre a Instituto Politécnico de Luisiana para reflejar su desarrollo como un instituto de tecnología más grande. El Instituto Politécnico de Luisiana se desagregó en la década de 1960. Cambió oficialmente su nombre a Louisiana Tech University en 1970 ya que cumplía con los criterios de una universidad de investigación.
Louisiana Tech inscribió a 12 463 estudiantes en cinco universidades académicas durante el trimestre académico de otoño de 2018, incluidos 1282 estudiantes en la escuela de posgrado. Además del campus principal en Ruston, Louisiana Tech imparte clases en el Centro Shreveport de la Universidad Tecnológica de Luisiana, el Centro de Éxito Académico en Bossier City, el Sitio de Instrucción de la Base de la Fuerza Aérea de Barksdale y en el campus de CenturyLink en Monroe.
Louisiana Tech cuenta con 16 equipos deportivos universitarios de la División I de la NCAA (7 masculinos, 9 femeninos) y es miembro de la Conference USA de la Football Bowl Subdivision. La universidad es conocida por su equipo de fútbol Bulldogs y su programa de baloncesto femenino Lady Techsters, que ganó tres títulos de campeonatos nacionales (1981, 1982, 1988) e hizo 13 apariciones en la Final Four en la historia del programa.

## Historia

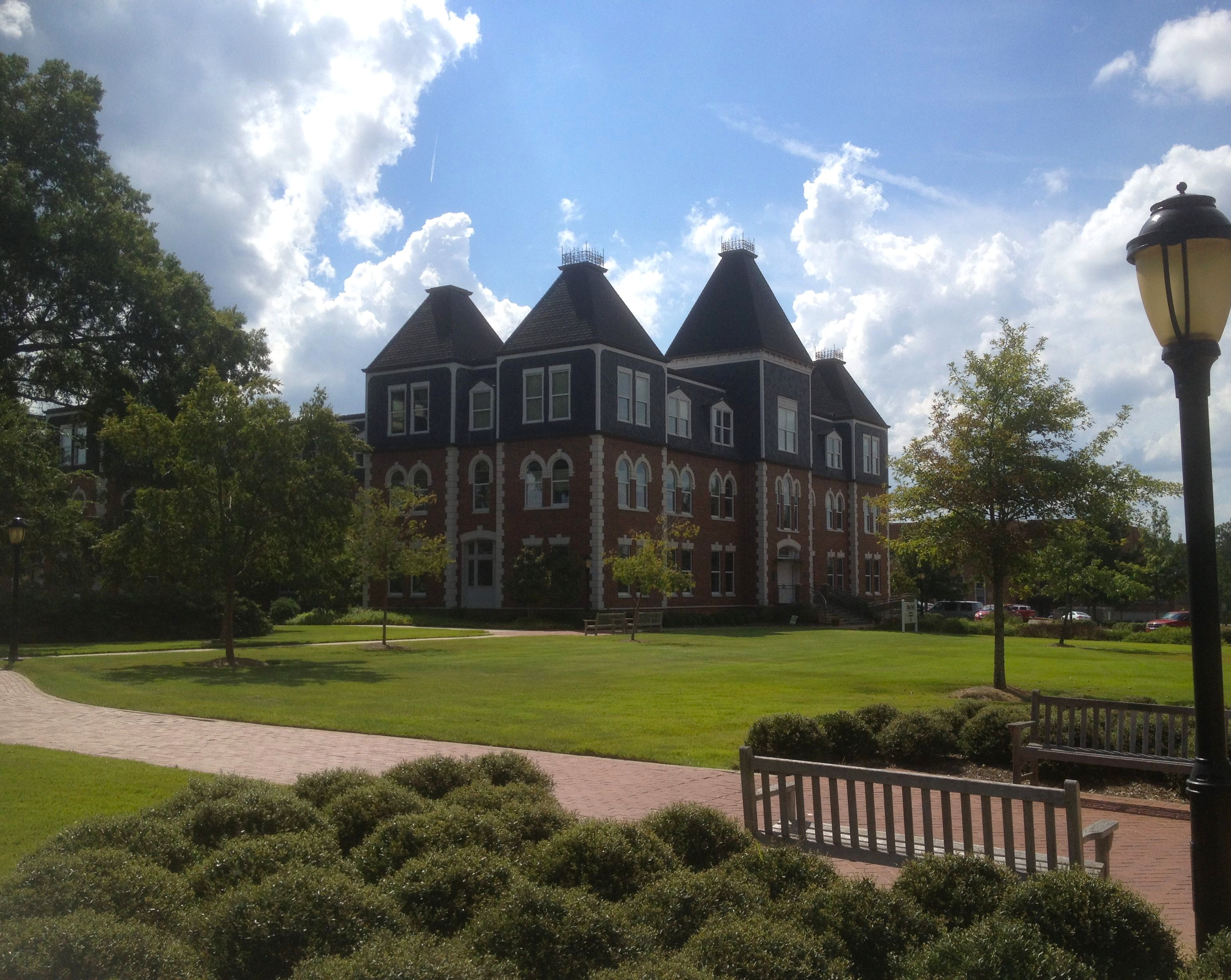
Hale Hall, que alguna vez fue una residencia para estudiantes masculino, ahora alberga la Escuela de Arquitectura y Oficina de Admisiones de Louisiana Tech

### Primeros años
Ruston College, un precursor de Louisiana Tech, fue establecido a mediados de la década de 1880 por W. C. Friley, un pastor bautista del sur. Esta institución duró siete años y tenía una matrícula anual de unos 250 estudiantes. Posteriormente, Friley, de 1892 a 1894, se desempeñó como el primer presidente de la Universidad Hardin-Simmons en Abilene, Texas, y de 1909 a 1910, como el segundo presidente del Louisiana College en Pineville.
El 14 de mayo de 1894, el jurado de la policía de la parroquia de Lincoln celebró una sesión especial para delinear los planes para asegurar una escuela industrial regional. El jurado policial (un organismo similar a un tribunal de condado o una comisión de condado en otros estados) pidió al representante estatal George M. Lomax que presente la legislación propuesta durante la próxima sesión. El representante Lomax, el representante de la parroquia de Jackson, J. T. M. Hancock, y el periodista, abogado y futuro juez John B. Holstead lucharon por la aprobación del proyecto de ley. El 6 de julio de 1894, el proyecto de ley propuesto fue aprobado como Ley Núm. 68 de la Asamblea General de Luisiana. La ley estableció "The Industrial Institute and College of Louisiana", un instituto industrial creado para la educación de los niños blancos en las artes y las ciencias.
En 1894, el coronel Arthur T. Prescott fue elegido como el primer presidente de la universidad. Se mudó a Ruston y comenzó a supervisar la construcción de un edificio principal de dos pisos. El edificio de ladrillo albergaba ocho aulas grandes, un auditorio, un laboratorio químico y dos oficinas. También se construyó un edificio de armazón cerca y se utilizó para la instrucción de mecánicos. El edificio principal estaba ubicado en un terreno de 20 acres (81,000 m2) que fue donado a la escuela por Francis P. Stubbs. El 23 de septiembre de 1895, la escuela inició su primera sesión con seis profesores y 202 estudiantes.
En mayo de 1897, Harry Howard se convirtió en el primer graduado. El coronel Prescott le otorgó una licenciatura en industria, pero no hubo un comienzo formal. El primer comienzo formal se llevó a cabo en la Ópera de Ruston el mayo siguiente con diez graduados recibiendo sus diplomas.
El artículo 256 de la constitución estatal de 1898 cambió el nombre de la escuela a Instituto Industrial de Luisiana. Dos años más tarde, el curso de estudio se reorganizó en dos años de trabajo preparatorio y tres años de cursos de nivel universitario. Los estudiantes que se graduaron de la escuela secundaria fueron admitidos en el séptimo trimestre (nivel universitario) de estudio sin examen. Con el paso de los años, los cursos cambiaron y los requisitos de admisión se hicieron más estrictos. De 1917 a 1925, se organizaron varios planes de estudio de acuerdo con los estándares de la universidad júnior y se ofrecieron para obtener el título de Licenciado en Industria. En 1919, la Junta de Síndicos amplió el plan de estudios y comenzó a otorgar un título de licenciatura estándar. Al primero de ellos se le concedió el 15 de junio de 1921 el título de Licenciado en Ciencias en Ingeniería.
La Constitución adoptada el 18 de junio de 1921, cambió el nombre de la escuela en el Artículo XII, Sección 9, de Instituto Industrial de Luisiana a Instituto Politécnico de Luisiana, o "Louisiana Tech" para abreviar.

### Expansión

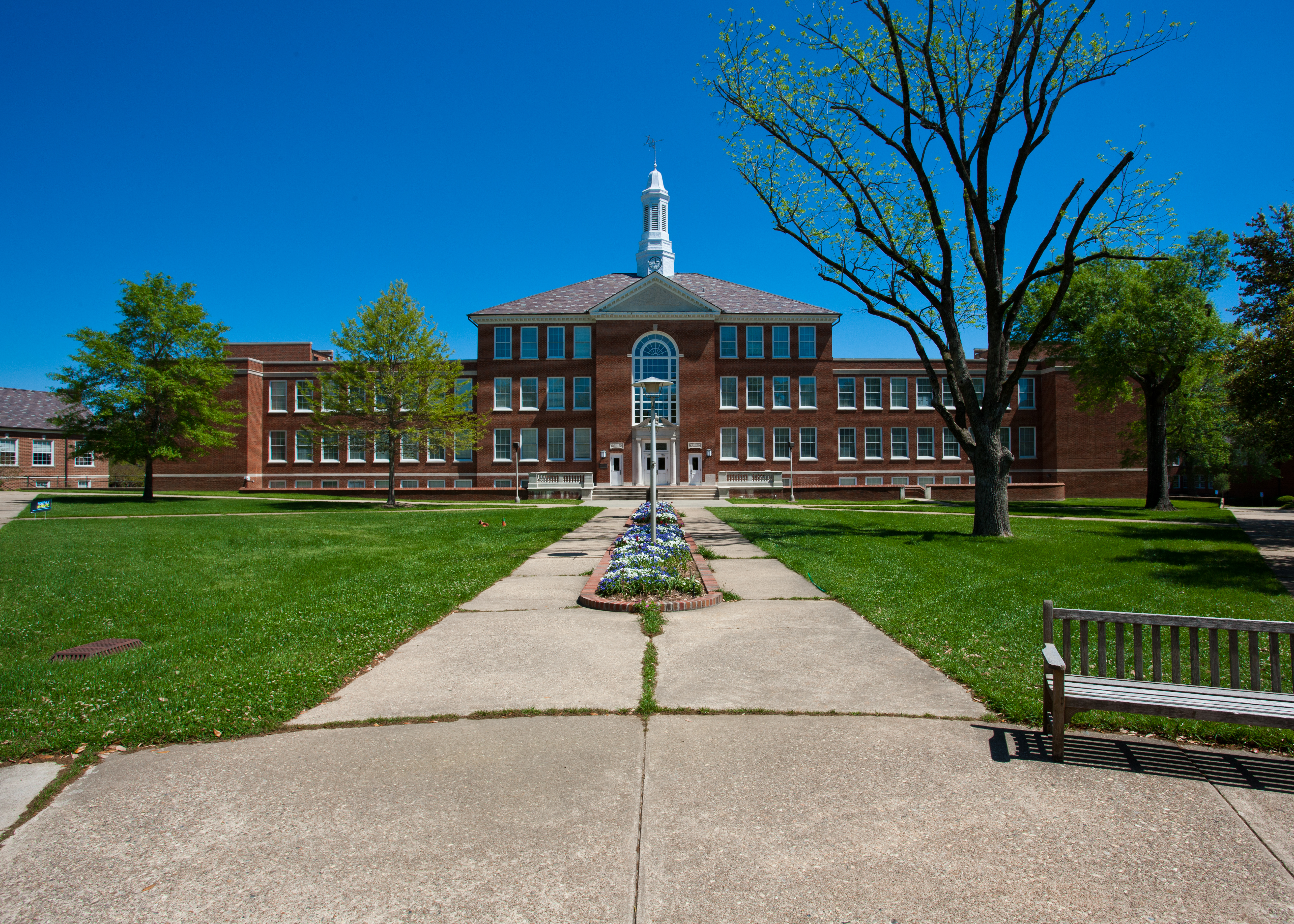
Keeny Hall: el edificio administrativo data de mediados de la década de 1930; diseñado, junto con varios otros edificios tecnológicos por el arquitecto Edward F. Neild de Shreveport

El edificio principal, también conocido como Old Main, se quemó hasta los cimientos en 1936, pero las columnas que marcaban la entrada permanecen en su lugar detrás de la Biblioteca Prescott Memorial. Para junio de 1936, había comenzado la construcción de un nuevo edificio administrativo. Cuando se completó en enero de 1937, se llamó Leche Hall en honor al entonces gobernador Richard W. Leche de Nueva Orleans . El edificio cambió de nombre después de la muerte del expresidente de la universidad, J. E. Keeny, y sigue siendo el Keeny Hall remodelado.
El Instituto Politécnico de Luisiana experimentó un crecimiento acelerado de la infraestructura en 1939 y 1940. El arquitecto Edward F. Neild diseñó siete edificios y se completó a un costo de $ 2,054,270. Estos fueron Aswell Hall (dormitorio de niñas), Robinson Hall (dormitorio de hombres para jóvenes y adultos mayores), Tolliver Hall (comedor de 880 asientos), Bogard Hall (el edificio de ingeniería), SJ Wages Power Plant, Reese Agricultural Hall (ubicado en South Campus Tech Farm), y el Auditorio Howard y Edificio de Bellas Artes.
Durante la Segunda Guerra Mundial, el Instituto Politécnico de Luisiana fue uno de los 131 colegios y universidades a nivel nacional que participaron en el Programa de Entrenamiento Universitario de la Marina V-12 que ofreció a los estudiantes un camino hacia una comisión de la Marina. En 1959, cuatro estudiantes obtuvieron los primeros títulos de maestría de la institución.

### Era universitaria

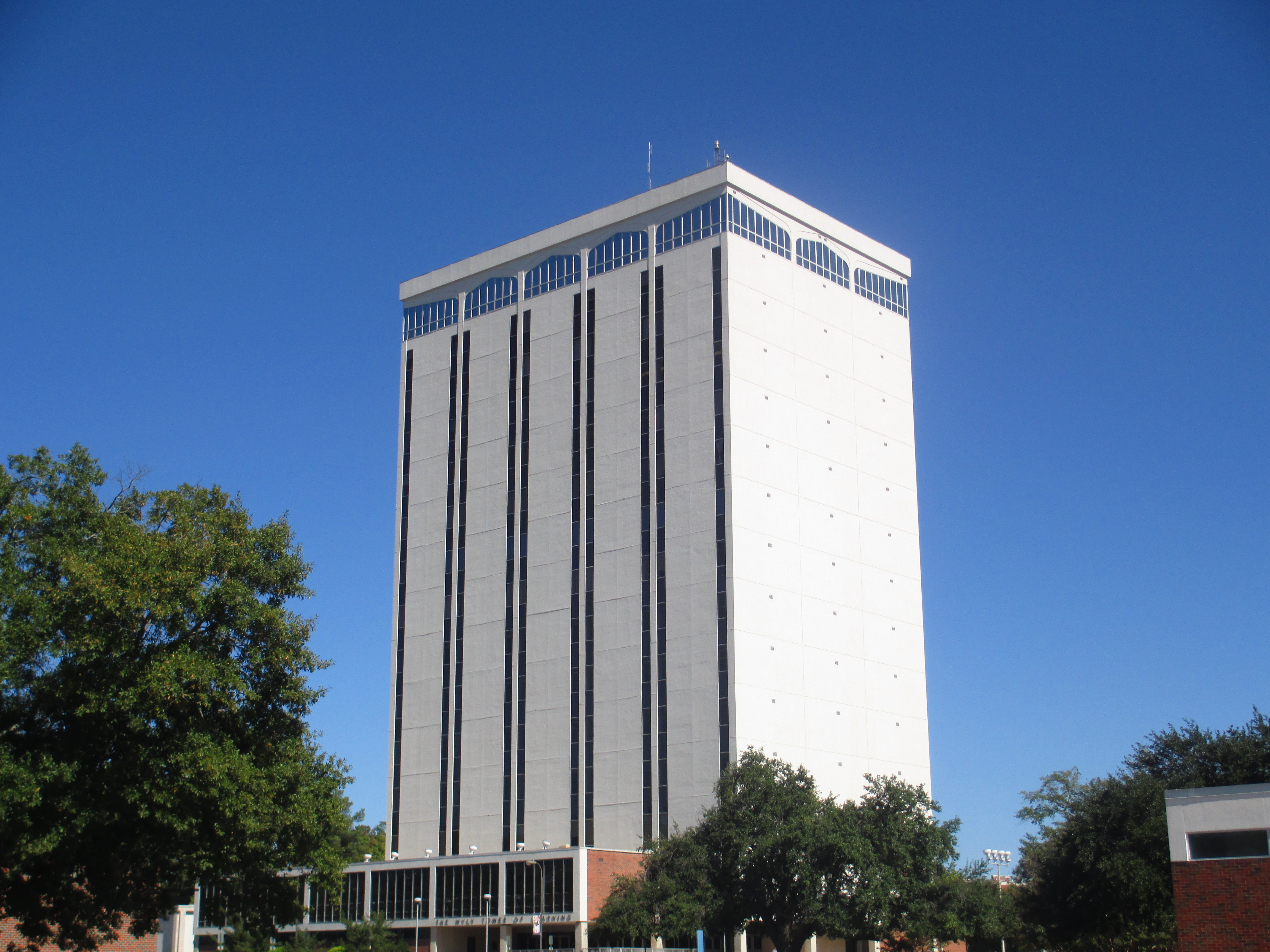
La Wyly Tower of Learning de 16 pisos, llamada así por los benefactores Sam Wyly y Charles Wyly, es el edificio más destacado del campus de Louisiana Tech en Ruston, Luisiana. Fue diseñado por el arquitecto Bastrop Hugh G. Parker Jr. Aunque la Torre Wyly es la estructura histórica del campus, la universidad planea demoler la estructura para dar paso a una biblioteca revisada. La torre ha sido citada por falta de ventilación, asbesto, dificultad para brindar protección contra incendios y las escaleras no tienen salida al exterior del edificio.

En 1962, Foster Jay Taylor se convirtió en el duodécimo presidente del Instituto Politécnico de Luisiana, después de haber sucedido a Ralph L. Ropp. Durante sus veinticinco años como presidente, el Dr. Taylor supervisó la transformación del antiguo Instituto Politécnico de Luisiana en la Universidad Tecnológica de Luisiana. La matrícula de la universidad creció de aproximadamente 3000 estudiantes en 1962 a aproximadamente 12 000 estudiantes en 1987. Los primeros estudiantes afroamericanos en Louisiana Tech, James Earl Potts (un estudiante transferido de la cercana HBCU Universidad Estatal de Grambling) y Bertha Bradford-Robinson, fueron admitidos. en la primavera de 1965.
La mayoría de los edificios modernos del campus principal se construyeron o renovaron durante el mandato de Taylor como presidente de la universidad. Las principales instalaciones deportivas se construyeron durante la era de Taylor, incluido el estadio Joe Aillet, el centro de ensamblaje Thomas, el campo J. C. Love Field y el complejo de softball Lady Techster. Además de las instalaciones deportivas, se construyeron en el campus principal la torre Wyly de 16 pisos, la librería para estudiantes, el Nethken Hall (edificio de ingeniería eléctrica), la casa del presidente de la universidad y el edificio actual de la facultad de negocios. Para albergar al creciente cuerpo estudiantil de Louisiana Tech, el Dr. Taylor dirigió la construcción de las residencias universitarias Graham, Harper, Kidd, Caruthers y Neilson.
El tiempo de Taylor como presidente de Louisiana Tech también marcó el comienzo del atletismo de Lady Techster. En 1974, Taylor estableció el programa de baloncesto femenino Lady Techsters con una asignación de $5,000. Contrató a Sonja Hogg, una instructora de educación física de 28 años en Ruston High School, como la primera entrenadora principal de Lady Techsters. Con el entrenador Hogg y su sucesor Leon Barmore, las Lady Techsters ganaron tres campeonatos nacionales durante la década de 1980. En 1980, la Dra. Taylor fundó el equipo Lady Techster Softball con Barry Canterbury como primer entrenador en jefe del equipo. El equipo hizo siete equipos consecutivos al Torneo de Softbol de la NCAA y tres viajes a la Serie Mundial Universitaria Femenina durante la década de 1980. El primer doctorado se otorgó en 1971, un Ph.D. en ingeniería química.
En 1992, Louisiana Tech se convirtió en una universidad de "admisiones selectivas". Esta universidad ha aumentado sus criterios de admisión cuatro veces desde 2000 al elevar el promedio general mínimo de calificaciones, el puntaje compuesto de ACT y la clasificación de la clase.
Louisiana Tech ha obtenido el reconocimiento de la Junta de Regentes de Luisiana por su tasa de graduación y tasa de retención. Según un informe de la Junta de Regentes de Louisiana publicado en diciembre de 2011, Louisiana Tech tiene la segunda tasa de graduación más alta entre las catorce universidades públicas del estado de Luisiana. La tasa de graduación de 6 años del 53.3% es la más alta en el Sistema de la Universidad de Luisiana. Louisiana Tech tiene una tasa de retención del 78,64% entre los estudiantes de primer año que se quedan en la misma escuela después del primer año, la tasa más alta en el sistema de la Universidad de Luisiana. La proporción promedio de tiempo por título para los graduados de Tech es de 4,7 años, la más rápida en el Sistema UL.
Louisiana Tech se convirtió en el primero en el mundo en otorgar una licenciatura en ingeniería de nanosistemas cuando Josh Brown obtuvo su título en mayo de 2007. Continuando con su misión como pionera en ingeniería, Louisiana Tech también lanzó la primera licenciatura en ingeniería cibernética del país. en 2012. Hasta mayo de 2017, Louisiana Tech ha otorgado más de 100 900 títulos.

## Campus

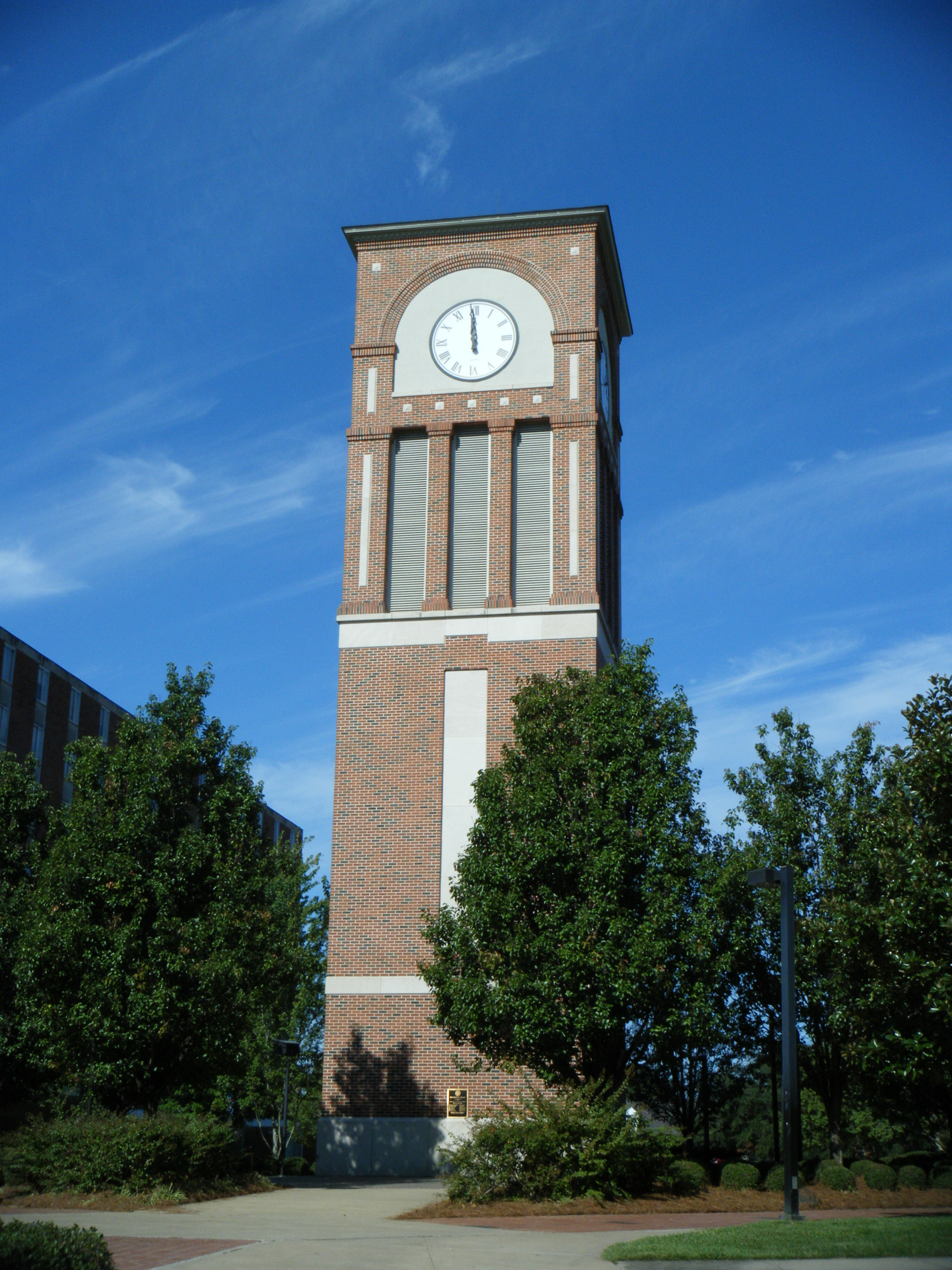
La Torre del Reloj Plaza Centenario

El campus de Universidad Tecnológica de Luisiana está ubicado en Ruston, Luisiana. Las carreteras principales que bordean o se cruzan con el campus de Tech son Tech Drive, California Avenue, Alabama Avenue y Railroad Avenue. La carretera interestatal 20 y las autopistas estadounidenses 80 y 167 se encuentran dentro de una milla (1,6 km) del campus principal. Además, un conjunto de vías férreas operadas por Kansas City Southern Railway divide el campus cerca de Railroad Avenue.
La parte del campus principal ubicada al oeste de Tech Drive y al norte del ferrocarril incluye todas las principales instalaciones deportivas de la universidad, excepto JC Love Field. El terreno al este de Tech Drive y al norte del ferrocarril incluye Lambright Intramural Center, JC Love Field y University Park Apartments. La mayoría de las residencias universitarias más antiguas están ubicadas cerca de California Avenue y a lo largo de Tech Drive al sur de las vías del tren. La parte más antigua del campus principal está ubicada al sur de Railroad Avenue. El Enterprise Campus está ubicado en un terreno de 50 acres (200 000 m2) al este de Homer Street y limita con la parte más antigua del Main Campus.
Además del Campus Principal, Louisiana Tech también tiene 474 acres (1,92 km2) de terreno ubicado en el Campus Sur, 167 acres (0,68 km2) de terreno agrícola al oeste del Campus Principal, 603 acres (2,44 km2) de tierra forestal en las parroquias de Winn, Natchitoches y Union, 30 acres (120 000 m2) de tierra en Shreveport, un campo de golf de 44 acres (180 000 m2) en la parroquia de Lincoln, 14 acres (57 000 m2) de tierra para un arboreto al oeste del campus principal y un centro de operaciones de vuelo en el aeropuerto regional de Ruston.

### Campus principal
El campus principal de la Louisiana Tech University se originó en 1894 como un terreno de 20 acres (81 000 m2) con solo dos edificios, The Old Main Building y un edificio de estructura cercano utilizado por el Departamento de Mecánica (el precursor de la Facultad de Ingeniería y Ciencias). En la actualidad, el campus principal está ubicado en 280 acres (1,1 km2) de terreno con 86 edificios, incluidos 22 edificios de apartamentos para University Park Apartments en la parte norte del campus. Muchos de los edificios, especialmente los edificios más antiguos, en el Campus Principal están construidos en el estilo del Renacimiento Colonial. Bogard Hall, Howard Auditorium, Keeny Hall, University Hall (anteriormente la Biblioteca Prescott original), Reese Hall, Robinson Hall y Tolliver Hall están todos incluidos en el Registro Nacional de Lugares Históricos.

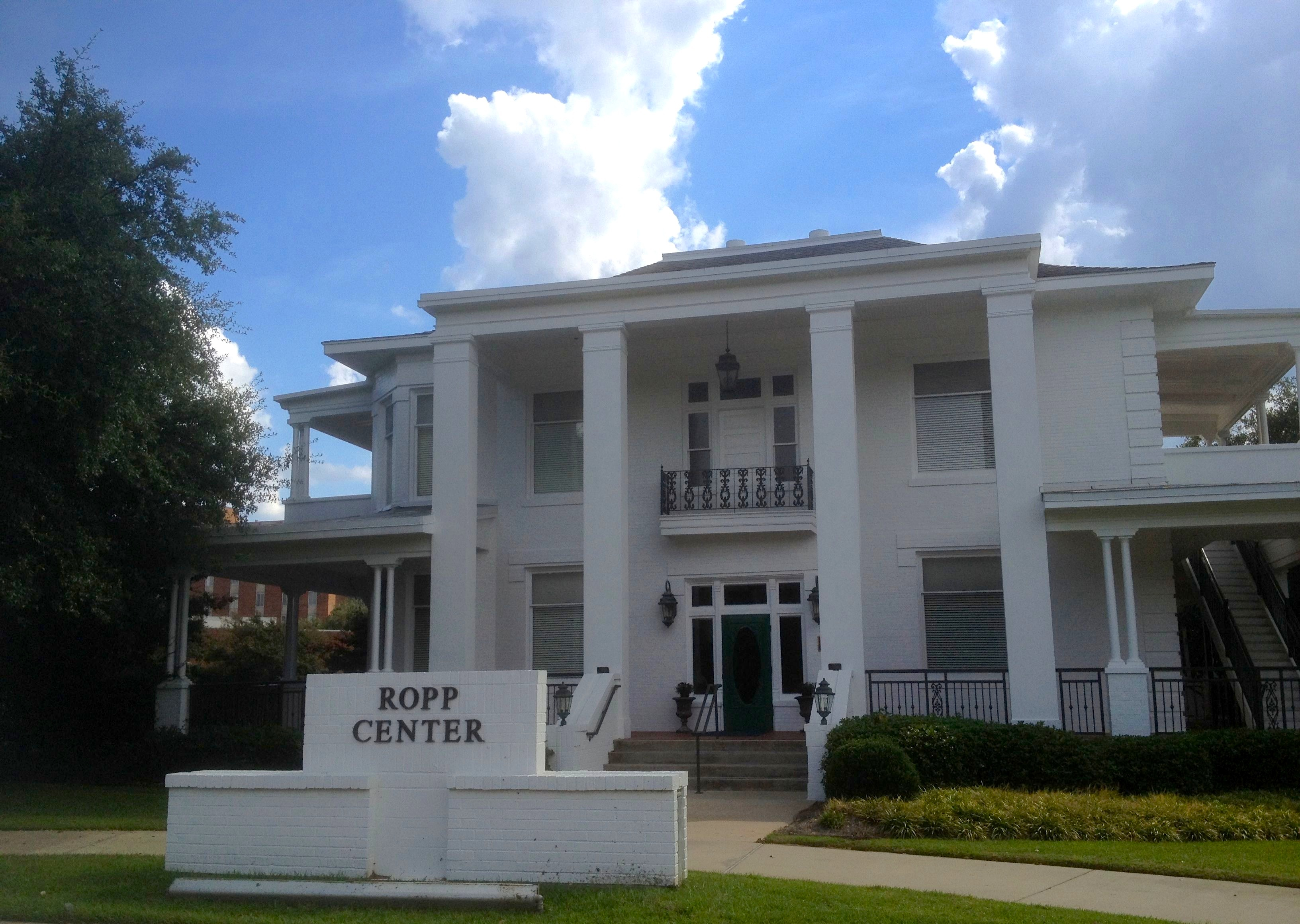
Ropp Center: el edificio existente más antiguo en el campus tecnológico

El edificio existente más antiguo en el campus de Louisiana Tech es el Ropp Center. La casa, con estructura de madera de estilo italiano, se construyó en 1911 y lleva el nombre de Ralph L. Ropp, presidente de Louisiana Tech entre 1949 y 1962. El Ropp Center sirvió como residencia de siete presidentes de Louisiana Tech, hasta que se construyó la casa de un nuevo presidente en 1972 en el lado oeste del campus de Tech. El Centro Ropp fue utilizado por la Facultad de Economía Doméstica durante trece años hasta que la Oficina de Programas Especiales se mudó al edificio en 1985. En 2002, se completó una renovación de $1 millón para transformar el Centro Ropp en un club de profesores y personal que se utiliza para eventos especiales y alojamiento para invitados en el campus.

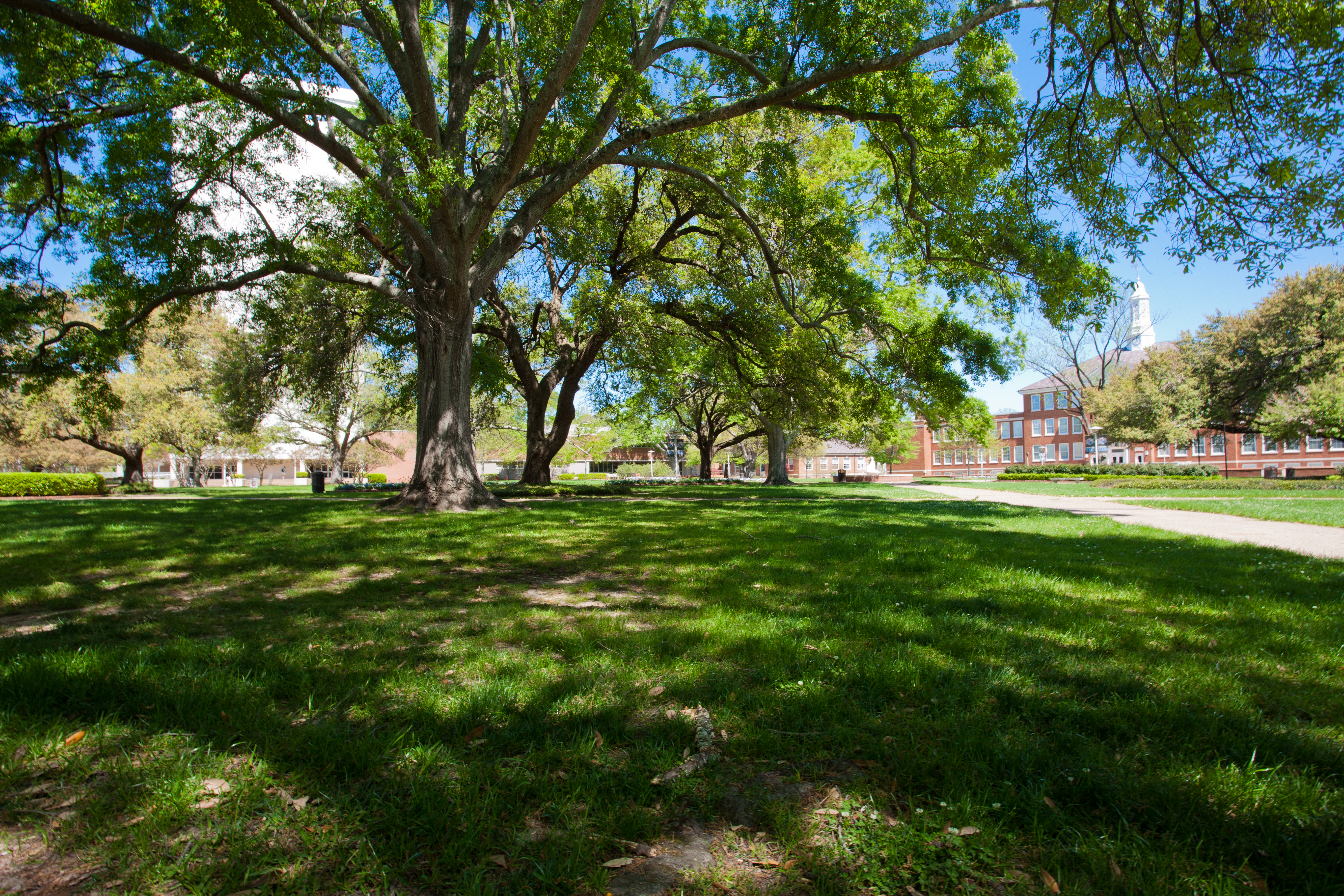
The Quadrangle (the Quad)

El Quadrangle (el Quad) es el punto focal de la parte más antigua del Campus Principal. El Quad se considera uno de los lugares más tranquilos y hermosos de Luisiana Tech. Grandes robles y bancos de parque alrededor del Quad brindan a los estudiantes y visitantes un lugar tranquilo para estudiar y relajarse. En el centro del patio se encuentra la escultura y la fuente de La Dama de la Niebla, un punto de referencia para estudiantes y exalumnos por igual. Los edificios que rodean el Quad son Keeny Hall, Howard Auditorium, Student Center, Bookstore, Wyly Tower of Learning, la actual Prescott Memorial Library y la Prescott Library original ahora conocida como University Hall.
Otro lugar popular en el Campus Principal es Centennial Plaza. En 1994, se construyó Centennial Plaza para conmemorar el centenario de la fundación de Louisiana Tech. La plaza fue financiada por una tarifa autoevaluada por los estudiantes y diseñada específicamente para el uso y disfrute del cuerpo estudiantil. Centennial Plaza se utiliza para eventos especiales durante todo el año, como Christmas in the Plaza, eventos de cine y ferias de organizaciones estudiantiles. Centennial Plaza es uno de los principales puntos de reunión de los estudiantes debido a la proximidad de la plaza a los restaurantes, cafeterías, comedores, la oficina de correos de la universidad y las oficinas de Student Life, SGA y Union Board del campus. En el centro de la plaza se encuentra la Torre del Reloj, que tiene el sonido y las capacidades digitales para reproducir el alma mater, la Canción de lucha y cualquier otra canción o llamado que sea necesario. Un gran sello de Louisiana Tech marca el centro de Centennial Plaza justo al oeste de la Torre del Reloj. Centennial Plaza está rodeada por Tolliver Hall, el Student Center, Howard Auditorium y Harper Residence Hall.
Louisiana Tech tiene dos comedores principales en Wisteria Drive en el extremo oeste de Centennial Plaza. El primer comedor es el Student Center, que alberga la cafetería, un comedor más pequeño para comer y socializar, La Tech Cafe, varios restaurantes pequeños, incluidos Chick-fil-A y Tonk. El Student Center también alberga el CEnIT Innovation Lab, varias áreas de estudio grandes y una sala de conferencias. Una de las tres estatuas de bulldog de bronce se encuentra en el primer piso del Centro de Estudiantes cerca de la entrada del Tonk. Los estudiantes acarician la estatua del bulldog para tener buena suerte mientras caminan junto a la estatua.
El segundo centro de estudiantes en el campus de Tech es Tolliver Hall. Tolliver Hall, que lleva el nombre de la primera dietista de tiempo completo de Tech, Irene Tolliver, está ubicado en el extremo oeste de Centennial Plaza, cerca del Wisteria Student Center. Este edificio de dos pisos fue construido en la década de 1920 como uno de los tres comedores de Louisiana Tech. El área para comer en el segundo piso permaneció abierta hasta que se cerró en la década de 1980. En 2003, se gastaron casi $3 millones para renovar Tolliver Hall y convertirlo en un moderno centro cibernético para estudiantes. El segundo piso alberga ahora un cibercafé que incluye estaciones de computadoras, un restaurante McAlister's Deli, varios restaurantes más pequeños, un gran comedor con televisores de pantalla grande y mesas más pequeñas que rodean el piso para comer y estudiar. Las oficinas de Louisiana Tech Student Government Association, Union Board, International Student Office y asuntos multiculturales también se encuentran en el segundo piso. El primer piso se utiliza como oficina de correos para los estudiantes, profesores y funcionarios administrativos de Tech.

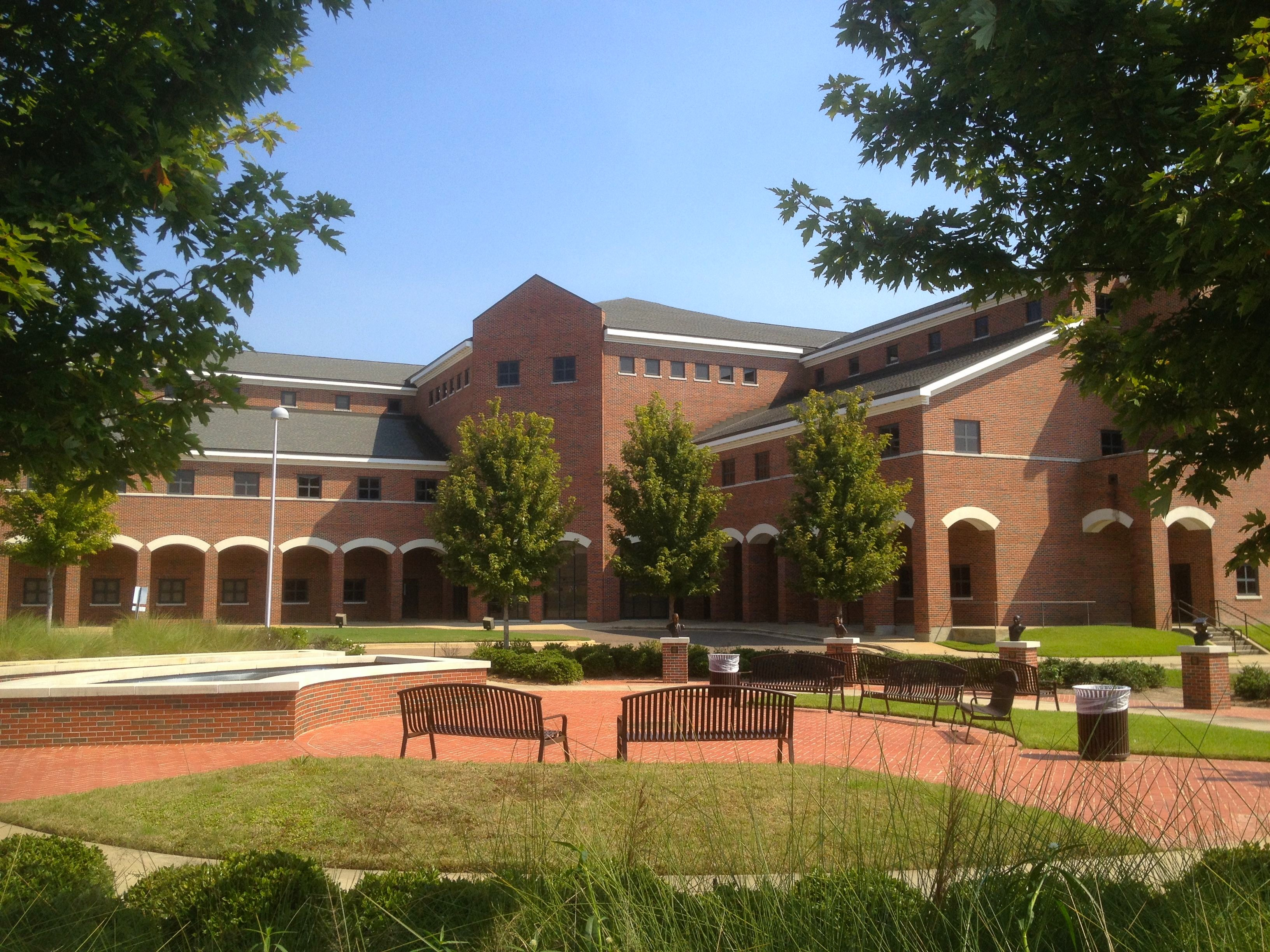
Davison Hall: sede del departamento de aviación profesional

En la última década, Louisiana Tech construyó nuevos edificios y renovó algunos de los edificios más antiguos del campus principal. La universidad erigió Davison Hall (sede del programa de aviación profesional de la universidad), el edificio de microfabricación y el edificio de ingeniería biomédica en el extremo sur del campus principal a lo largo de Hergot Avenue. Tech derribó el antiguo Hale Hall y construyó un nuevo Hale Hall con el estilo y el diseño del predecesor en 2004. En el borde este del campus, la universidad renovó el edificio ahora conocido como University Hall, rediseñó el interior de la librería e hizo las reparaciones necesarias en Keeny Hall y Howard Auditorium. Todas las principales instalaciones deportivas en la parte norte del campus principal han recibido mejoras y renovaciones importantes en los últimos cinco años.
La construcción comenzó a principios de 2011 en un nuevo edificio de la Facultad de Negocios. La instalación de 42,000 pies cuadrados (3,900 m2) sirve como pieza central de los programas empresariales y de negocios de la Facultad de Negocios. El edificio cuenta con nuevas aulas, dos auditorios, laboratorios de computación, centros de investigación, salas de reuniones y centros de apoyo profesional y estudiantil. Louisiana Tech ha anunciado planes para construir un nuevo edificio de la Facultad de Ingeniería y Ciencias de 60.000 pies cuadrados (5.600 m2) junto a Bogard Hall.
El campus también alberga el Idea Place, un museo de ciencia; AE Phillips Lab School, una escuela K-8 reconocida como una "Escuela de cinco estrellas" por el Departamento de Educación de Luisiana; y el Centro Joe D. Waggonner para Política Bipartidista y Políticas Públicas.

### Campus Sur
El Campus Sur está ubicado al suroeste del campus principal, en Ruston, y cubre casi 900 acres (364 ha). En él se encuentran la Escuela de Ciencias Agrícolas y Forestales, el Centro de Desarrollo Rural, el Centro Equino, el Jardín Hortícola John D. Griffin y Tech Farm. La sala de ventas de Tech Farm comercializa al público productos lácteos, cárnicos y vegetales producidos y procesados por Tech Farm. Los estudiantes inscritos en programas de agricultura o silvicultura asisten a clases en Reese Hall, el laboratorio agrícola, y en Lomax Hall, el complejo de ciencias forestales y vegetales que alberga los invernaderos tecnológicos de Luisiana, el conservatorio de horticultura y el laboratorio de datos espaciales.

### Campus empresarial

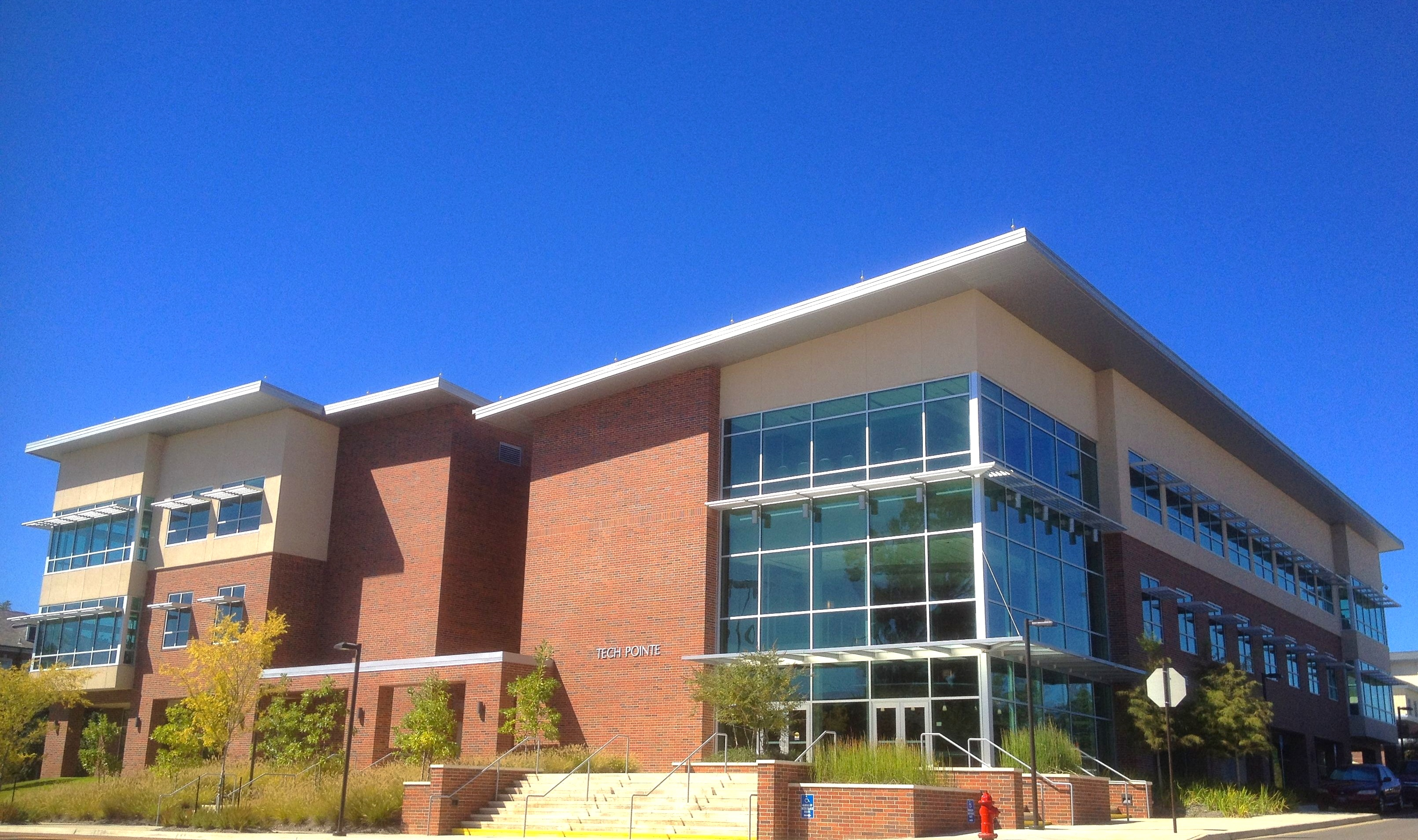
Tech Pointe

En el trimestre de otoño de 2009, la universidad inició la construcción del nuevo Enterprise Campus, que ampliará el campus en 50 acres (20 ha) una vez finalizado. Enterprise Campus será un proyecto de construcción ecológica y será una instalación de investigación disponible para empresas y negocios de tecnología. El campus de Enterprise también intentará unir las facultades de Ingeniería y Negocios con la adición del Centro de Emprendimiento e Innovación (EIC).
En 2010, Louisiana Tech terminó las renovaciones del antiguo Edificio de Artes Visuales al transformar ese edificio en el nuevo Centro de Emprendimiento e Innovación (E&I). El Centro E&I servirá como eje central para los programas del Centro para el Emprendimiento y la Tecnología de la Información (CEnIT) y está ubicado entre el edificio de la Facultad de Negocios y Bogard Hall (COES).
Louisiana Tech inició la construcción de Tech Pointe, el primer edificio en Enterprise Campus, en 2010. Tech Pointe albergará el Laboratorio de Investigación del Ciberespacio, así como empresas de alta tecnología y empresas tecnológicas emergentes. La instalación de 42,000 pies cuadrados (3,900 m2) incluirá acceso a la Iniciativa de Red Óptica de Luisiana (LONI), redes de fibra óptica e Internet, capacidades informáticas avanzadas y otros soportes de tecnología de la información necesarios para satisfacer las demandas de 24/7 empresas de alta tecnología e investigación especializada en ciberseguridad. Tech Pointe está programado para completarse en algún momento de 2011.
La universidad reveló recientemente planes para construir un nuevo edificio de la Facultad de Ingeniería y Ciencias (COES). El edificio de tres pisos y 127 000 pies cuadrados (11 800 m2) proporcionará nuevos laboratorios de clase de aprendizaje activo; talleres de ingeniería; y salas de reuniones para clases de matemáticas, ciencias e ingeniería. El nuevo edificio COES proporcionará un nuevo espacio de aprendizaje para los estudiantes de ingeniería y ciencias de primer y segundo año de la universidad por primera vez desde la finalización de Bogard Hall en 1940. Una vez finalizado el nuevo edificio de la Facultad de Ingeniería y Ciencias , Louisiana Tech planea renovar y mejorar Bogard Hall.

### Campus de Barksdale
Desde septiembre de 1965, Louisiana Tech ha ofrecido programas de grado en la base a través de su campus satélite en la Base de la Fuerza Aérea de Barksdale en Bossier City, Luisiana. La universidad trabaja en conjunto con el Departamento de la Fuerza Aérea para brindar programas de educación postsecundaria diseñados para satisfacer las necesidades del personal de la Fuerza Aérea. Si bien el enfoque principal del campus de Barksdale es educar al personal de la Fuerza Aérea, los civiles pueden participar en las clases que se ofrecen en el campus de Barksdale si hay espacio disponible. Todos los cursos ofrecidos en Tech Barksdale se imparten en la base o en línea. Las oficinas administrativas del Programa de la Fuerza Aérea Louisiana Tech Barksdale están ubicadas en el Base Education Center.

## Programas académicos

### Cuerpo estudiantil
A partir del trimestre de otoño de 2018, Louisiana Tech tenía una matrícula de 12 463 estudiantes que buscaban títulos en cinco universidades académicas. El cuerpo estudiantil tiene miembros de todas las parroquias de Luisiana, 43 estados de Estados Unidos y 64 países extranjeros. Los residentes de Luisiana representan el 85,0% de la población estudiantil, mientras que los estudiantes de fuera del estado y los estudiantes internacionales representan el 11,1% y el 4,0% del alumnado, respectivamente. El alumnado de Louisiana Tech es 69,4% blanco, 13,3% negro, 3,8% estudiantes internacionales y 13,5% de otra etnia "desconocida". El alumnado está formado por un 50,2% de mujeres y un 49,8% de hombres.
La clase de estudiantes de primer año entrantes de otoño de 2016 en Louisiana Tech consistió en 2,018 estudiantes. Esta clase de estudiantes de primer año entrante tuvo un puntaje ACT promedio de 24.7 , con un 31% de puntaje entre 27 y 36 y un 45% de puntaje entre 22 y 26. De la clase de primer año de 2015, el 83,0 % son residentes de Luisiana, el 16,3 % son estudiantes de otros estados y el 0,7 % son estudiantes internacionales. La clase de primer año de Louisiana Tech de 2015 incluye diez becarios de mérito nacional y un becario de logro nacional.
A partir del otoño de 2015, la Facultad de Ingeniería y Ciencias tenía la inscripción más grande de todas las universidades en Louisiana Tech con el 22,9% del alumnado. La Facultad de Educación, la Facultad de Artes Liberales, la Facultad de Ciencias Naturales y Aplicadas y la Facultad de Negocios tenían 18,4%, 14,0%, 13,1% y 9,5%, respectivamente. Cerca del 22,2% del alumnado estaba matriculado en Estudios Básicos y de Carrera.

### Clasificaciones

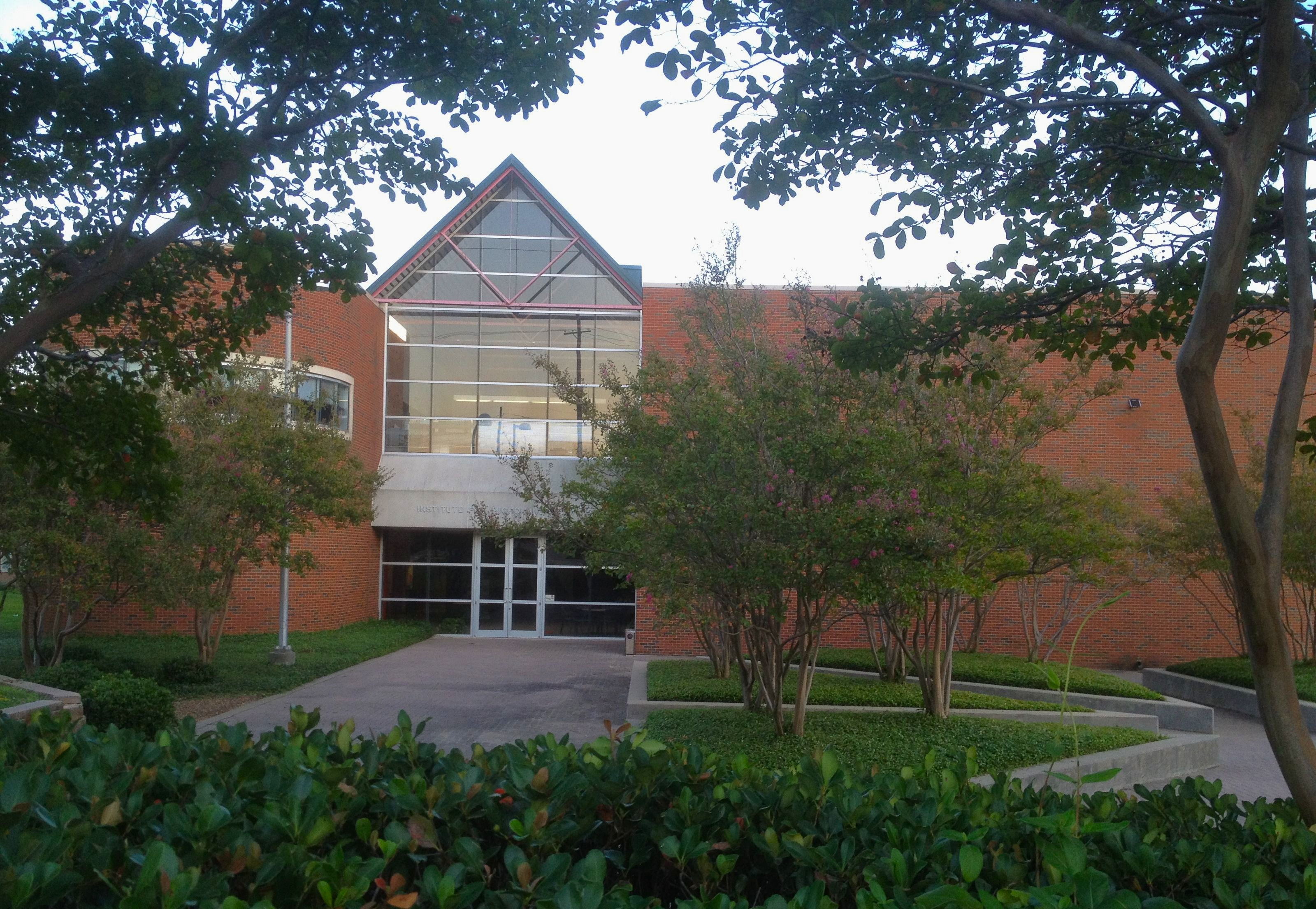
Instituto de Microfabricación

En la clasificación de universidades públicas de US News and World Report de 2021, Louisiana Tech no está clasificada, cayendo en la categoría 298-389. La edición 2019 de Forbes de America's Top Colleges clasificó a Louisiana Tech como la 132.ª mejor universidad pública del país, la 170.ª mejor universidad de investigación del país, la 397.ª mejor universidad en general y la 81.ª mejor universidad del Sur. Según las clasificaciones de universidades nacionales de 2019 de Washington Monthly, que consideran la investigación, el servicio comunitario, la movilidad social y el precio neto de asistencia, Louisiana Tech ocupó el puesto 317 a nivel nacional. El Wall Street Journal/Times Higher Education College Rankings 2019 clasificó a Louisiana Tech 601–800th en los Estados Unidos. Las clasificaciones de universidades mundiales de Times Higher Education 2020, que miden el desempeño de una institución en la enseñanza, la investigación, la transferencia de conocimientos y la perspectiva internacional, clasificaron a Louisiana Tech en el puesto 801–1000 en el mundo. El ranking mundial de universidades de Times Higher Education nombró a Louisiana Tech como una de las veinte universidades del mundo que son estrellas en ascenso y podrían desafiar a las élites para ser mundialmente reconocidas para el año 2030.
La revista Money nombró a Louisiana Tech como la mejor universidad de Louisiana en su publicación The Best College in Every State de 2016. Además, Louisiana Tech ocupó el puesto 235 en Money's Best Colleges , que clasificó a las escuelas según su valor al evaluar la calidad educativa, la asequibilidad y el éxito de los alumnos. La edición 2019 de Forbes de America's Best Value Colleges clasificó a Louisiana Tech como el 159º mejor valor general para todos los colegios y universidades estadounidenses. En las clasificaciones de 2018 Kiplinger's Personal Finance Best College Values, Louisiana Tech ocupó el puesto número 1 para todas las universidades públicas de Luisiana, el 65 de todas las universidades públicas de la nación y el 189 de todas las universidades públicas y privadas de los Estados Unidos. En las clasificaciones de mejores universidades de US News and World Report de 2016 , Louisiana Tech ocupó el primer lugar entre las universidades nacionales públicas y el sexto lugar entre todas las universidades nacionales para estudiantes graduados con la menor cantidad de deuda. Louisiana Tech ocupó el sexto lugar en la clasificación de las universidades más subestimadas de Estados Unidos de Business Insider en 2015. Según el Informe de salarios universitarios de PayScale de 2015–2016, con el potencial salarial para todos los exalumnos, Louisiana Tech ocupa el primer lugar entre todas las instituciones públicas y privadas de Luisiana, el 60 a nivel nacional entre las escuelas públicas, el 84 a nivel nacional entre las universidades de investigación y el 184 a nivel nacional entre todas las universidades y colegios.
Varios de los programas de posgrado de Louisiana Tech fueron incluidos en la lista de las mejores escuelas de posgrado de US News and World Report de 2021, incluida la Facultad de Negocios, el Doctorado en Audiología, la Ingeniería Biomédica, la Facultad de Educación, la Maestría en Patología del Habla y el Lenguaje y la Facultad de Ingeniería. En las clasificaciones de mejores universidades de US News and World Report de 2020 , el programa de ingeniería de pregrado de Louisiana Tech ocupó el puesto 134 en la nación, y el programa de negocios de pregrado de Tech ocupó el puesto 224. El MBA profesional en línea fue incluido en la lista 2020 US News de los mejores programas en línea. En la clasificación de las mejores escuelas de posgrado de US News and World Report de 2019, Louisiana Tech ocupó el puesto 145 en ingeniería, el 141 en patología del habla y lenguaje, y 185 en educación.
| Clasificaciones académicas | Clasificaciones académicas |
| Nacional                   | Nacional                   |
| -------------------------- | -------------------------- |
| Forbes                     | 397                        |
| THE/WSJ                    | 601-800                    |
| U.S. News & World Report   | 298-389                    |
| Washington Monthly         | 317                        |
| Global                     |                            |
| THE                        | 801-1000                   |

### Facultades
La universidad otorga títulos de asociado, licenciatura y maestría a través de sus cinco colegios académicos. Además, Louisiana Tech ofrece títulos de doctorado en audiología, administración de empresas, psicología de consejería (acreditada por la Asociación Estadounidense de Psicología), psicología industrial/organizacional, análisis y modelado computacional, ingeniería e ingeniería biomédica, con un programa conjunto MD-PhD con Centro de Ciencias de la Salud de la Universidad Estatal de Louisiana Shreveport.

#### Facultad de Ciencias Naturales y Aplicadas
La Facultad de Ciencias Naturales y Aplicadas está compuesta por la Facultad de Ciencias Agrícolas y Forestales, la Facultad de Ciencias Biológicas, el Departamento de Informática y Gestión de la Información en Salud, la Facultad de Ecología Humana y la División de Enfermería.

#### Facultad de Negocios

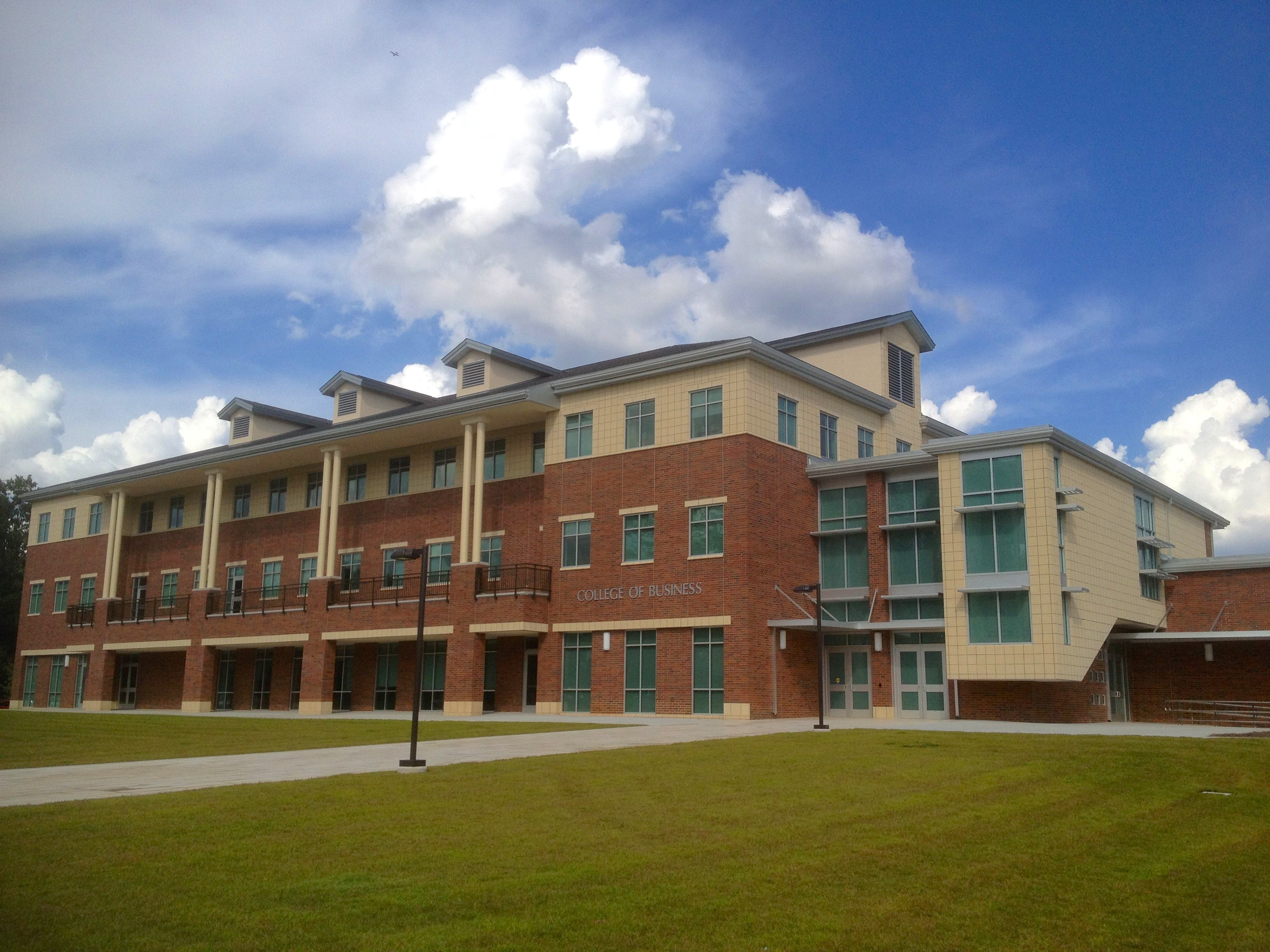

La Facultad de Negocios de Louisiana Tech University alberga el Departamento de Economía y Finanzas, el Departamento de Marketing y Análisis, el Departamento de Gestión y Gestión Sostenible de la Cadena de Suministro, la Facultad de Contabilidad y el Departamento de Sistemas Informáticos. La universidad ofrece ocho programas de licenciatura además de la Maestría en Administración de Empresas, la Maestría en Contabilidad y el Doctorado en Administración de Empresas.
El MBA se ofrece en varios modos de entrega, incluidos Tradicional, Profesional (en línea), Híbrido (con un enfoque en Aseguramiento de la Información) y Ejecutivo. El Executive MBA se encuentra en el Centro de Éxito Académico Bossier City de Louisiana Tech y está diseñado específicamente para estudiantes que ya tienen experiencia en administración. Estructurado para proporcionar una interrupción mínima de los horarios de trabajo, los estudiantes que buscan el Executive MBA se reúnen para clases cada dos fines de semana (los viernes por la noche y todo el día los sábados). La Facultad de Negocios también ofrece varios programas de certificación.
La universidad ha sido acreditada por AACSB International desde 1955, cuando la Escuela de Administración de Empresas fue una de las 78 escuelas de negocios en los Estados Unidos para convertirse en miembros de la Asociación Estadounidense de Escuelas Colegiadas de Negocios. El programa de MBA se acreditó inicialmente en 1978, y la Escuela de Contabilidad se encontraba entre las primeras 20 escuelas que recibieron acreditación de Contabilidad por separado y la primera en Luisiana.
La universidad alberga el Centro para el aseguramiento de la información, el Centro para el espíritu empresarial y la tecnología de la información (CEnIT), la Academia de ciencias del marketing y el Centro de investigación económica, así como la revista The DATA BASE for Advances in Information Systems. También está designado por la Agencia de Seguridad Nacional (NSA) y el Departamento de Seguridad Nacional (DHS) como Centro de Excelencia Académica en Investigación y Educación en Defensa Cibernética.

#### Facultad de Educación

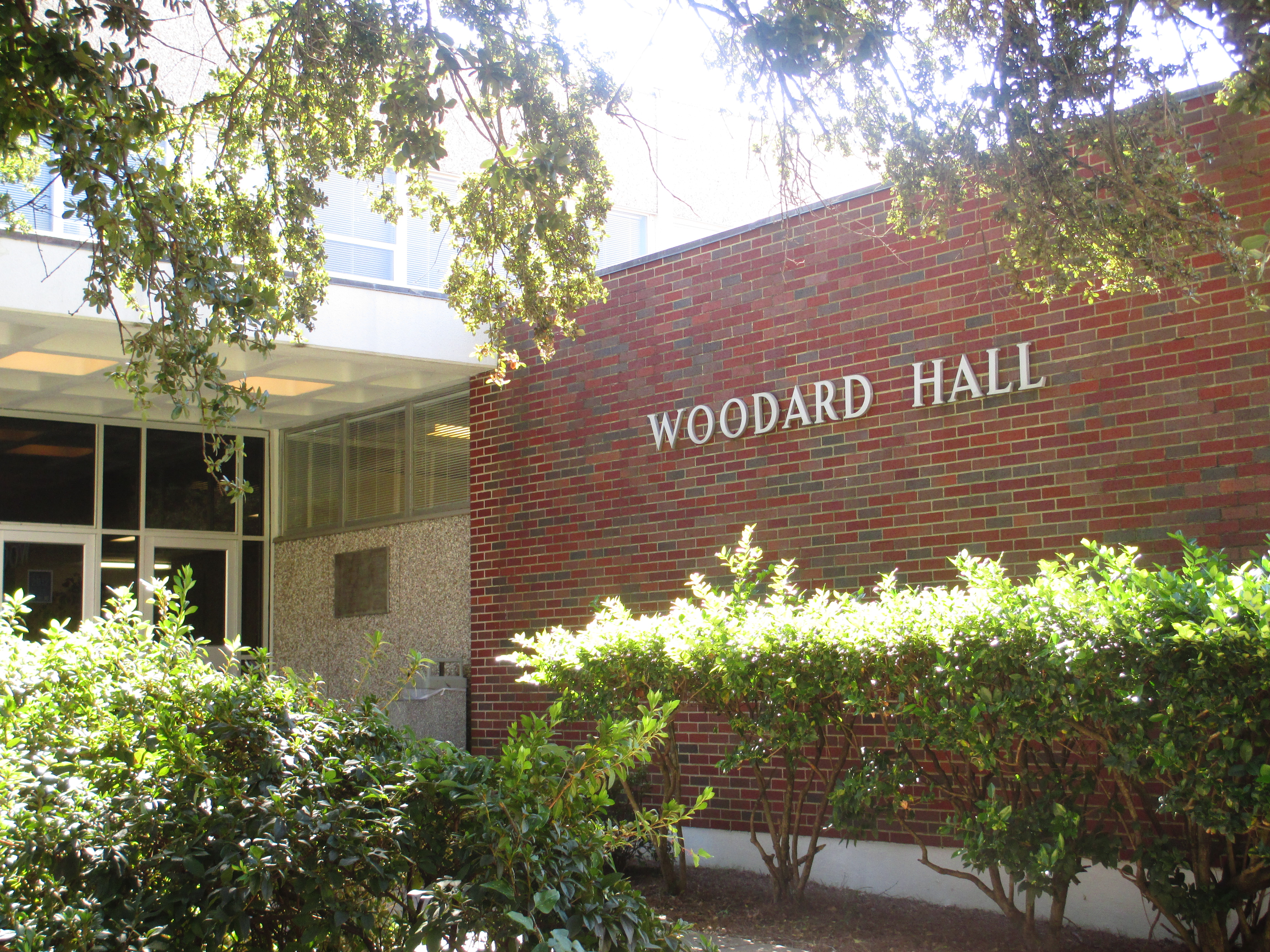
Woodard Hall, sede del Departamento de Educación Tecnológica, abrió sus puertas en la década de 1960.

La Facultad de Educación remonta su misión a los orígenes de Louisiana Tech en 1894, donde la preparación de maestros fue una de las primeras misiones de la institución. [64] En 1970, la Escuela de Educación fue elevada al nivel de Colegio.
Hoy en día, la Facultad de Educación consta de tres departamentos separados: el Departamento de Currículo, Instrucción y Liderazgo, el Departamento de Kinesiología y el Departamento de Psicología y Ciencias del Comportamiento. Juntos, los tres departamentos académicos otorgan treinta y cinco títulos académicos diferentes que van desde el bachillerato hasta los niveles de doctorado.
Las subdivisiones notables de la Facultad de Educación incluyen la Escuela de Laboratorio AE Phillips, el Centro de Educación en Ciencia y Tecnología, el Centro de Recursos para Educadores de la NASA, The IDEA Place y el Instituto de Investigación y Desarrollo Profesional sobre la Ceguera.

#### Facultad de Ingeniería y Ciencias

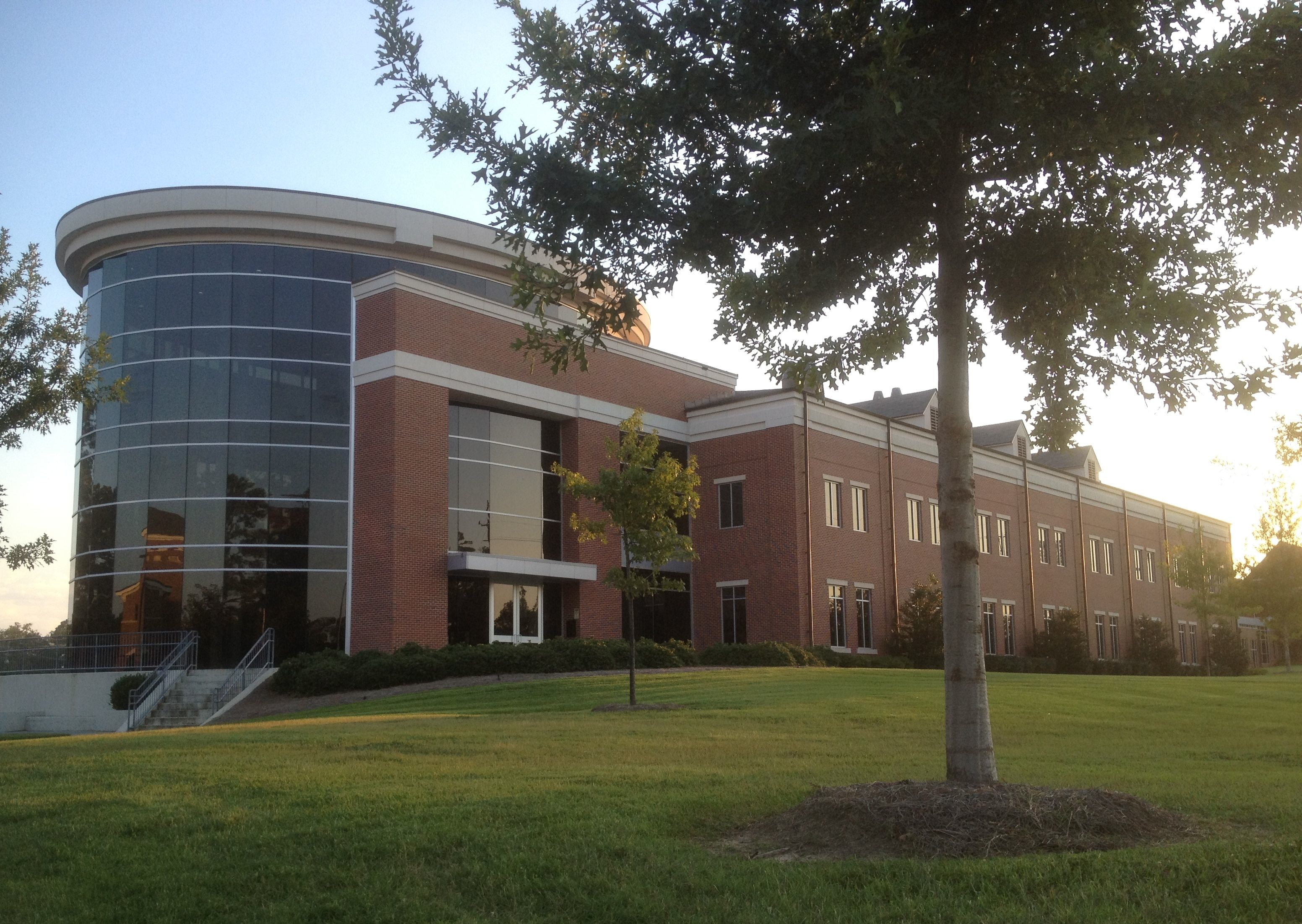
Edificio de Ingeniería Biomédica

La Facultad de Ingeniería y Ciencias (COES) es la escuela de ingeniería de Louisiana Tech University. El COES ofrece trece títulos de pregrado, incluidos siete títulos de ingeniería, dos títulos de ingeniería tecnológica y cuatro títulos de ciencias. La universidad también ofrece siete maestrías en ciencias y cuatro doctorados.
La universidad comenzó como el Departamento de Mecánica en 1894 con un programa de dos años en Artes Mecánicas. Desde su fundación, la universidad amplió su programa de estudios para incluir ingeniería química, ingeniería civil, ingeniería eléctrica, ingeniería industrial e ingeniería mecánica. El COES comenzó a ofrecer uno de los primeros programas curriculares de ingeniería biomédica en los Estados Unidos en 1972 y la primera licenciatura en ingeniería de nanosistemas en 2005. Louisiana Tech lanzó la primera licenciatura en ingeniería cibernética del país en 2012.
Bogard Hall es la segunda y actual sede de la Facultad de Ingeniería y Ciencias. Louisiana Tech construyó el edificio en 1940 y lo nombró en honor a Frank Bogard, ex decano de ingeniería de Louisiana Tech. La universidad también utiliza Nethken Hall, el Edificio de Ingeniería Biomédica, el Instituto de Microfabricación y partes de Carson-Taylor Hall para las actividades de la universidad. A principios de 2011, Louisiana Tech anunció planes para construir un nuevo edificio integrado de ingeniería y ciencia junto a Bogard Hall. El edificio de 60.000 pies cuadrados (5.600 m2) proporcionará nuevas aulas, tiendas y salas de reuniones para estudiantes de ingeniería, ciencias y matemáticas en Louisiana Tech. Cuando se complete el nuevo edificio de ingeniería, la universidad comenzará las renovaciones de Bogard Hall.

#### Facultad de Artes Liberales

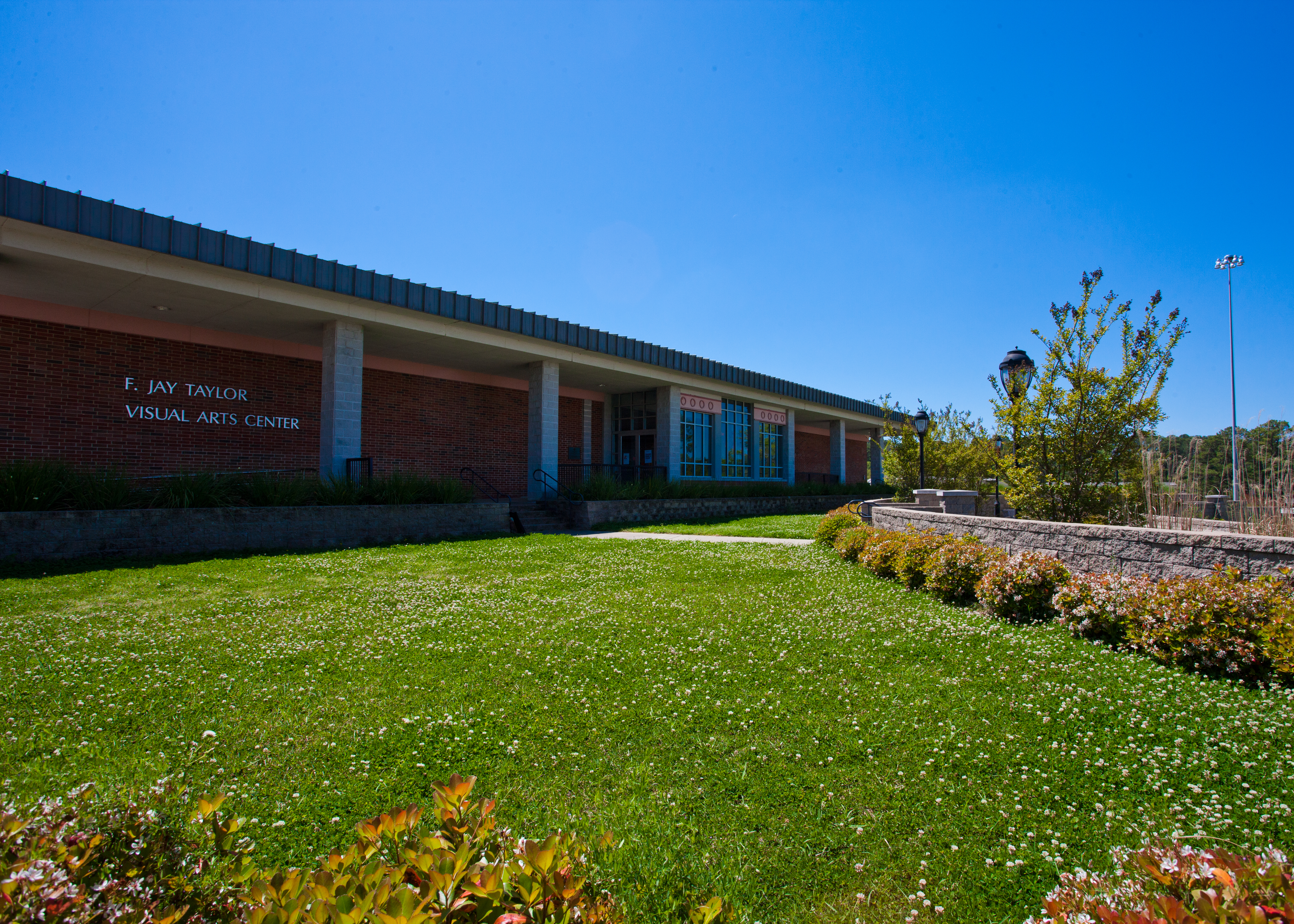
El Centro de Artes Visuales F. Jay Taylor es el edificio principal de la Escuela de Diseño de LaTech.

La Facultad de Artes Liberales consta de nueve departamentos académicos: Arquitectura, Arte, Historia, Periodismo, Literatura e Idioma, Artes Escénicas, Aviación Profesional, Ciencias Sociales y Oratoria. La universidad ofrece 26 programas de grado, incluidos 19 de licenciatura, 6 de maestría y el doctorado en audiología.
La Facultad de Artes Liberales alberga el Programa de Honores de la Universidad Tecnológica de Luisiana. El Destacamento 305 del Cuerpo de Entrenamiento de Oficiales de Reserva de la Fuerza Aérea (ROTC) de Tech también forma parte de la Facultad de Artes Liberales.

#### Centros
- Centro de Política Exterior Estadounidense: creado en 1989, el Centro de Política Exterior Estadounidense de la Louisiana Tech University es una iniciativa conjunta del Departamento de Historia y la Biblioteca Prescott Memorial. Los objetivos del Centro son fomentar la investigación en el campo de la política exterior de los Estados Unidos y promover la conciencia pública sobre los asuntos mundiales. El Centro está ubicado en el cuarto piso de la Biblioteca Prescott.[67]
- Joe D. Waggonner Center for Bipartisan Politics and Public Policy: el Waggonner Center fomenta y promueve el compromiso cívico activo y responsable a través de una combinación interdisciplinaria de investigación académica, iniciativas curriculares innovadoras y alcance comunitario. El centro reúne a profesores de toda la Louisiana Tech University que toman como punto de partida la intersección de los principios, las instituciones y las políticas públicas estadounidenses. Al trabajar en disciplinas académicas tradicionales, el Centro Waggonner tiene como objetivo crear una experiencia académica sin precedentes que involucre a profesores, estudiantes y partes interesadas de la comunidad por igual.[68]

#### Galerías
La Escuela de Diseño de Louisiana Tech University tiene dos espacios de galería disponibles para artistas que trabajan en todos los medios, incluidos: pintura, dibujo, video, grabado, instalación, escultura, fotografía, cerámica, fibra y trabajos digitales. Varias convocatorias están abiertas durante todo el año. La misión de las galerías de la Escuela de Diseño de la Louisiana Tech University es contribuir al aprendizaje de los estudiantes y la comunidad a través de la exposición al trabajo y la filosofía de artistas contemporáneos reconocidos a nivel nacional que trabajan en las artes visuales. Las Galerías SOD aceptan presentaciones no solicitadas de forma continua, las cuales son revisadas trimestralmente por el Comité de la Galería.

### Centros interdisciplinarios

#### Centro de Emprendimiento y Tecnologías de la Información (CEnIT)

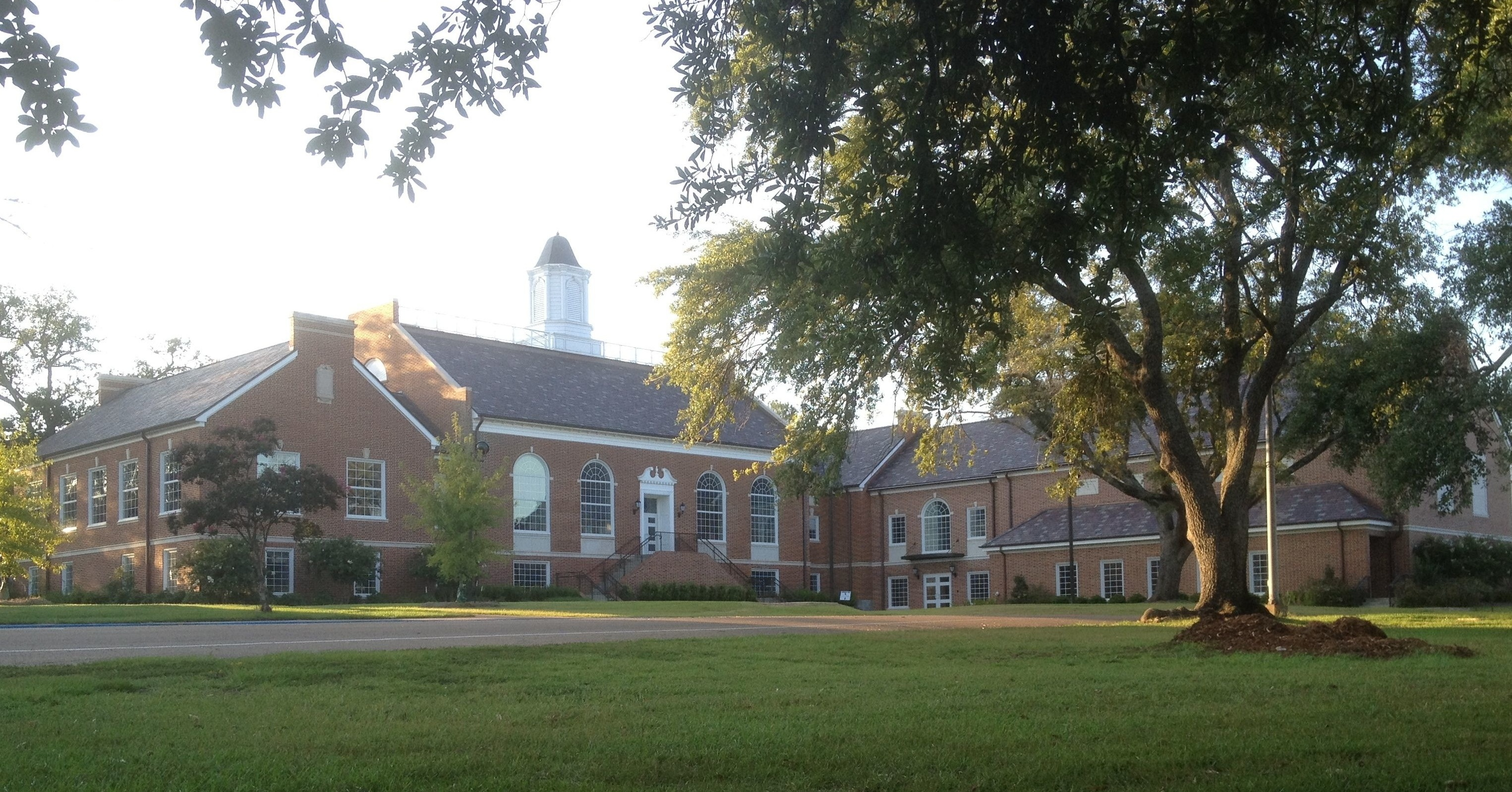
Salón Universitario, sede del Centro de Emprendimiento e Innovación

En 2001, Louisiana Tech propuso la creación del Centro de Emprendimiento y Tecnología de la Información (CEnIT), una colaboración entre la Facultad de Ingeniería y Ciencias (COES) y la Facultad de Negocios (COB). El CEnIT enfoca los recursos de los dos colegios y sus centros relacionados en la promoción de la investigación empresarial, la transferencia de tecnología y la educación. El CEnIT fue aprobado en 2002 por la Junta de Supervisores del Sistema de la Universidad de Luisiana y la Junta de Regentes de Luisiana. A partir de 2011, el CEnIT está alojado en el laboratorio de innovación CEnIT de 3,000 pies cuadrados (280 m2) en el piso principal del Student Center al lado de The Quad. El centro se trasladará al edificio University Hall recientemente renovado ubicado junto a la Facultad de Negocios en algún momento de 2011.
La competencia Top Dawg fue creada en 2002 por la Asociación de empresarios de negocios, ingeniería y ciencia (ABESE), ahora conocida como Bulldog Entrepreneurs. La competencia anual es organizada por Bulldog Entrepreneurs y en conjunto con CEnIT, COES, College of Business y Technology Business Development Center (TBDC). La competencia comenzó como la competencia Top Dawg Business Plan Competition en 2002 y se expandió seis años después para incluir la competencia Idea Pitch. Los participantes en la competencia Top Dawg crean equipos para desarrollar ideas innovadoras en negocios reales y mostrar las propiedades intelectuales desarrolladas por investigadores y estudiantes de Louisiana Tech. Los equipos deben fomentar una idea, crear un plan de negocios y competir por premios en efectivo y los recursos necesarios para desarrollar aún más el concepto del equipo. La cantidad total de dinero otorgada durante cada competencia a los equipos que compiten ha aumentado desde 2002 a $14,500 para la competencia de 2011. Además del premio en metálico del COES y la Facultad de Negocios, Jones Walker, el Fondo de Innovación para Empresas de Louisiana Tech y la Cámara de Comercio de la Parroquia de Ruston-Lincoln otorgan premios en metálico adicionales.

### Educación continua y aprendizaje a distancia
Global_Campus
Louisiana Tech estableció Global_Campus el 16 de septiembre de 2008. El campus ofrece una variedad de programas de grado, programas de certificación y cursos de educación general. Global_Campus se enfoca en brindar más flexibilidad y opciones a los estudiantes tradicionales de Tech y servicios completos de educación en línea para estudiantes no tradicionales, como estudiantes militares, internacionales y de doble inscripción.
A partir de 2011 , Global_Campus ofrece más de 275 cursos de aprendizaje a distancia y hay más cursos en desarrollo. Louisiana Tech tiene seis programas de maestría, dos programas de licenciatura y un programa de grado asociado disponibles a través del aprendizaje a distancia. Además de los nueve programas de grado, Global_Campus ofrece ocho programas de desarrollo profesional.
CenturyLink@LaTech
En el otoño de 2011, Louisiana Tech y CenturyLink crearon una asociación llamada "CenturyLink@LaTech" para satisfacer las necesidades de capacitación y desarrollo de la fuerza laboral de CenturyLink. Está diseñado para empleados de CenturyLink con responsabilidades e intereses generales en ingeniería de telecomunicaciones, tecnología de la información o sistemas de información. CenturyLink@LaTech ofrece un Certificado de Posgrado en Sistemas de Comunicaciones.

## Vida estudiantil

### Actividades
Louisiana Tech tiene más de 163 organizaciones estudiantiles reconocidas oficialmente. Los estudiantes pueden optar por participar en Student Government, Union Board, The Tech Talk, TechTV, Lagniappe, Greek, organizaciones religiosas, de honor, servicio, espíritu, intramuros, clubes deportivos, preprofesionales y organizaciones de intereses especiales.
La Junta de la Unión de la Universidad de Louisiana Tech organiza actividades de entretenimiento para los estudiantes de Louisiana Tech durante todo el año escolar. Alrededor de 80 estudiantes participan en Union Board cada año escolar académico. La Junta de la Unión recibe un presupuesto anual de aproximadamente $210,000 en tarifas de evaluación de estudiantes y utiliza el dinero para organizar y producir el evento anual Fall Fling, Talent Show, Spring Fling, Tech the Halls, Miss Tech Pageant, la noche de casino RusVegas y otros eventos especiales.
La Asociación de Gobierno Estudiantil (SGA) es el órgano de gobierno oficial de la Asociación de Estudiantes de la Universidad Tecnológica de Luisiana (el cuerpo estudiantil) y consta de tres ramas; el Senado Estudiantil, el Poder Ejecutivo y la Corte Suprema. La organización es responsable de las actividades de la Semana de Bienvenida/Dawg Haul, la Semana de Regreso a Casa, el Gran Evento, los préstamos estudiantiles a corto plazo, las campañas de registro de votantes para el alumnado y otras actividades diversas durante todo el año.
Louisiana Tech y la vecina Grambling State University operan un programa de intercambio ROTC. Louisiana Tech opera el ROTC de la Fuerza Aérea, mientras que Grambling opera el ROTC del Ejército, y los estudiantes de cualquiera de las escuelas pueden participar en cualquiera de los programas.
Desde 2006, Louisiana Tech ha acogido la Escuela de Liderazgo de Verano para cadetes del Cuerpo de Entrenamiento de Oficiales de Reserva Junior de la Fuerza Aérea de los sistemas de escuelas públicas de todo Estados Unidos. Es operado por jubilados normales de la USAF, pero principalmente por oficiales de entrenamiento de cadetes de nivel universitario. Estas sesiones se llevan a cabo a fines del mes de junio durante nueve días.

### Medios
Tech Talk es el periódico estudiantil oficial de Louisiana Tech desde 1926. Tech Talk se publica todos los jueves del año escolar regular, excepto la semana de exámenes finales y los períodos de vacaciones. El periódico premiado ha sido honrado en los últimos años por la Conferencia de Periodismo del Sudeste (SEJC), Mujeres de Prensa de Luisiana, Federación Nacional de Mujeres de Prensa, Asociación de Prensa de Luisiana y la Sociedad de Profesionales Periodistas. The Tech Talk fue nombrado el décimo mejor periódico del sur en 2010 y el tercer mejor periódico del sur en 2011 por la Conferencia de Periodismo del Sureste. Speak Magazine es la revista estudiantil de Louisiana Tech. Se publica trimestralmente desde 2014.
El Lagniappe es el anuario de Tech. El Lagniappe, que literalmente significa "algo extra", se publicó por primera vez en 1905 y se ha publicado todos los años desde 1906, 1913-1921, 1926 y 1944-1945. La fecha de publicación anual del anuario es alrededor de la última semana del año escolar regular a mediados de mayo. El Lagniappe fue reconocido en mayo de 2011 como "Primera clase" por Associated Collegiate Press y como uno del 2 por ciento superior de los anuarios universitarios y de secundaria por "The Yearbook's Yearbook" de Balfour Publishing. Mary May Brown, la asesora docente recientemente jubilada de Lagniappe durante 23 años, fue nombrada Asesora de Publicaciones Colegiadas del Año por Louisiana Press Women en 2011.
La estación de radio local de Louisiana Tech es KLPI. La estación de radio se fundó como WLPI-AM en 1966 y originalmente se encontraba en una oficina alquilada en Railroad Avenue en el centro de Ruston. En 1974, se completó la construcción de KLPI-FM y la estación de radio comenzó a transmitir a 10 vatios. Posteriormente, WLPI-AM se cerró debido a problemas de mantenimiento con el equipo de la estación. Hoy, KLPI transmite a 4000 vatios de potencia y está ubicado en la esquina sureste del Student Center en el corazón del campus tecnológico.
Louisiana TechTV es la estación de televisión oficial dirigida por estudiantes en Louisiana Tech desde su lanzamiento en 2000. TechTV muestra películas recién estrenadas, noticias de TechTV, clips de noticias personales del cuerpo estudiantil en general, programación original como Tech Cribs, Tech Play y diapositivas informativas para próximos eventos del campus.

### Vida residencial

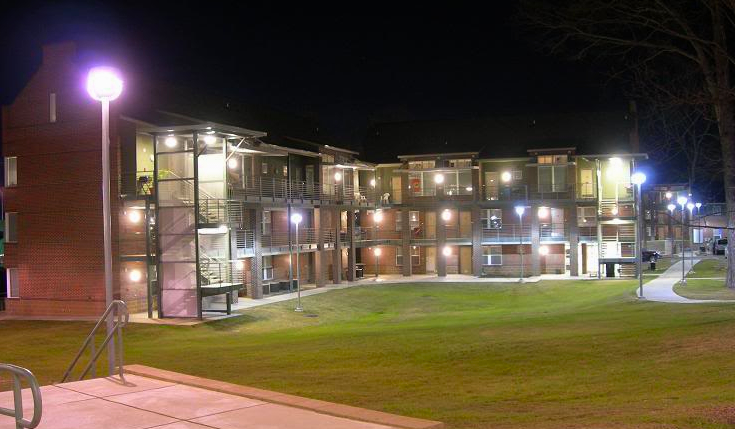
Apartamentos en el parque de la universidad

Un programa de construcción, diseñado por la empresa conjunta de Tipton Associates, APAC y Ashe Broussard Weinzettle Architects, está en marcha para pasar de los dormitorios tradicionales a los complejos estilo apartamento. El primero de ellos, University Park, abrió en 2004 y alberga hasta 450 estudiantes. La segunda fase, conocida como University Park 2 (UP2), abrió en 2008. La tercera fase, Park Place, abrió en 2009.
Mientras la universidad está construyendo nuevos complejos de viviendas para estudiantes estilo apartamento, Louisiana Tech se está moviendo para demoler algunos de los dormitorios tradicionales. La residencia universitaria Kidd en la parte sur del campus Tech fue demolida en 2004. La universidad también demolió las residencias universitarias Caruthers y Neilson en el lado norte del campus. La demolición planificada de Caruthers Hall se pospuso en 2005 para permitir que trescientos evacuados del huracán Katrina permanecieran en el dormitorio durante tres meses.
| Salones de residencia | Salones de residencia | Suites residenciales | Apartamentos         | Apartamentos      | Apartamentos   |
| Femenino              | Masculino             | Suites residenciales | Parque Universitario | Park Place        | Legacy Park    |
| --------------------- | --------------------- | -------------------- | -------------------- | ----------------- | -------------- |
| Adams Hall            | Cottingham Hall       | Aswell Suites        | Caruthers Commons    | Hutcheson Commons | Pearce Commons |
| Aswell Hall           | Dudley Hall           | Dudley Suites        | Kidd Commons         | Jenkins Commons   | Harper Commons |
|                       | Graham Hall           |                      | Neilson Commons      | McFarland Commons |                |
|                       | Mitchell Hall         |                      | Sutton Commons       |                   |                |
|                       |                       |                      | Thatcher Commons     |                   |                |

### Vida griega
Louisiana Tech tiene 21 organizaciones griegas reconocidas a nivel nacional. Cada fraternidad y hermandad en el campus de Tech promueve los servicios comunitarios, la filantropía y la participación universitaria a través del proyecto de servicio designado a nivel local o nacional de cada organización. La hermandad local Kappa Delta recaudó más de 10.000 dólares este año de su Shamrock 5K & 1 Mile Run anual, en beneficio del Hogar Infantil Metodista de Ruston. Desde 2002, la hermandad de mujeres Phi Mu ha realizado un torneo de golf en beneficio de Children's Miracle Network. El Torneo de Golf Phi Mu recaudó $7,000 en 2007 y $10,000 en 2009. Sigma Kappa ha realizado el torneo de kickball "Kickin' Grass" en beneficio de la Alzheimer's Research Foundation desde 2009 y recaudó $2300 durante el tercer torneo anual en 2011.
Las organizaciones griegas también participan en otras actividades universitarias, incluido el Gran Evento, las actividades de la Semana de Bienvenida, el Homecoming Step Show y el Bulldog Football en Hide-Away Park cerca del Joe Aillet Stadium. Las fraternidades y hermandades de mujeres participan en la Semana griega cada año durante el trimestre de primavera.
Las fraternidades y hermandades de mujeres griegas de Louisiana Tech están gobernadas por tres juntas directivas. El Consejo Interfraternidad (IFC) gobierna las diez fraternidades masculinas, Panhellenic gobierna las cinco hermandades femeninas y el Consejo Nacional Panhelénico (también conocido como "el Pan") gobierna las seis hermandades y fraternidades multiculturales.
| Consejo Interfraternidad | Consejo Nacional Panhelénico | Consejo Panhelénico |
| ------------------------ | ---------------------------- | ------------------- |
| Alpha Gamma Rho          | Alpha Kappa Alpha            | Alpha Chi Omega     |
| Beta Upsilon Chi         | Alpha Phi Alpha              | Delta Delta Delta   |
| Delta Chi                | Delta Sigma Theta            | Kappa Delta         |
| Kappa Alpha Order        |                              | Phi Mu              |
| Kappa Sigma              |                              | Sigma Kappa         |
| Pi Kappa Alpha           |                              |                     |
| Pi Kappa Phi             |                              |                     |
| Sigma Nu                 |                              |                     |
| Tau Kappa Epsilon        |                              |                     |

## Atletismo
Los dieciséis equipos atléticos universitarios de Louisiana Tech compiten en deportes de la División I de la NCAA como miembros de la Conference USA. Los siete equipos masculinos de la universidad se conocen como Bulldogs y los nueve equipos femeninos se conocen como Lady Techsters. Los equipos usan los colores universitarios rojo y azul, excepto el equipo de baloncesto femenino que usa su característico azul Columbia.

### Fútbol americano
El equipo de fútbol de Louisiana Tech jugó su primera temporada en 1901 y ha competido en el nivel de Football Bowl Subdivision (FBS) de la División I de la NCAA desde 1975 hasta 1981 y desde 1989 hasta el presente. En sus 115 años de existencia, el programa de fútbol americano de Tech ha ganado tres Campeonatos Nacionales (1972-Campeones Nacionales de la Fundación Nacional de Fútbol, 1973-Campeones Nacionales de la División II, 1974-Campeones Nacionales de la División Universitaria de UPI), jugados en 11 grandes juegos de bolos universitarios ( 7–3–1 récord general), y ganó 25 títulos de conferencia. Sus exjugadores incluyen 50 jugadores All-American, incluidos Terry Bradshaw, Fred Dean, Willie Roaf, Matt Stover, Ryan Moats, Josh Scobee, Troy Edwards, Tim Rattay, Luke McCown, Tramon Williams y Ryan Allen.
El equipo de fútbol compite como una institución FBS de la División I en la Conference USA. Los Bulldogs están dirigidos por el entrenador en jefe Skip Holtz y juegan sus partidos de local en el estadio Joe Aillet en el extremo norte del campus tecnológico.

### Baloncesto

#### Masculino

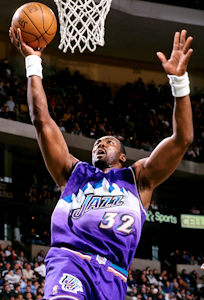
Karl Malone

El programa de baloncesto masculino de los Louisiana Tech Bulldogs comenzó en la temporada 1909–10 bajo la dirección del entrenador en jefe Percy S. Prince. El equipo de baloncesto ha ganado 25 títulos de conferencia de temporada regular y 6 campeonatos de torneos de conferencia. Además, los Dunkin' Dawgs han ganado 6 torneos de la NCAA y 9 apariciones en NIT. El programa Bulldog llegó a los torneos de la NCAA o NIT nueve años seguidos, desde 1984 hasta 1992.
Louisiana Tech retiró los números de tres Bulldogs. Estos son el entrenador en jefe de Lady Techster, Leon Barmore (#12), Karl Malone (#32) y el jugador universitario All-American Jackie Moreland (#42). Otros exjugadores notables de Bulldog incluyen a Mike Green, Paul Millsap, Scotty Robertson, P.J. Brown y Tim Floyd.
Los Bulldogs están dirigidos por el entrenador en jefe Eric Konkol y juegan sus partidos de local en la cancha Karl Malone en el Thomas Assembly Center.

#### Femenino
El programa de baloncesto femenino Lady Techsters se fundó en 1974 con Sonja Hogg como su primera entrenadora en jefe. Las Lady Techsters han ganado tres campeonatos nacionales (1981, 1982, 1988), 20 campeonatos de conferencias de temporada regular y 16 campeonatos de torneos de conferencias. El programa también apareció en ocho juegos de campeonato nacional, 13 Final Fours y 27 Torneos de baloncesto femenino de la NCAA, incluidas 25 apariciones consecutivas desde 1982 hasta 2006.
Los exalumnos del programa incluyen a las All-Stars de la WNBA Teresa Weatherspoon, Betty Lennox y Cheryl Ford, además de los entrenadores del Women's Basketball Hall of Fame Leon Barmore, Kurt Budke, Mickie DeMoss, Sonja Hogg y Kim Mulkey. Tres exentrenadores asistentes del equipo de baloncesto Lady Techsters han ganado el Campeonato Nacional de Baloncesto Femenino de la NCAA como entrenadores en jefe: Leon Barmore (1988 con Louisiana Tech), Kim Mulkey (2005, 2012 y 2019 con Baylor) y Gary Blair (2011 con Texas A&M). Además, ex entrenadora asistente de Lady Techsters Nell Fortner ganó la medalla de oro en los Juegos Olímpicos de Sídney 2000 como entrenadora de la selección femenina de baloncesto de Estados Unidos.
El equipo jugó sus partidos en casa en el Memorial Gym en el campus de Louisiana Tech desde 1974 hasta 1982, cuando se construyó el Thomas Assembly Center. El equipo está dirigido por Brooke Stoehr, ex destacada de Lady Techster, y juega sus partidos de local en el Thomas Assembly Center.

## Tradiciones

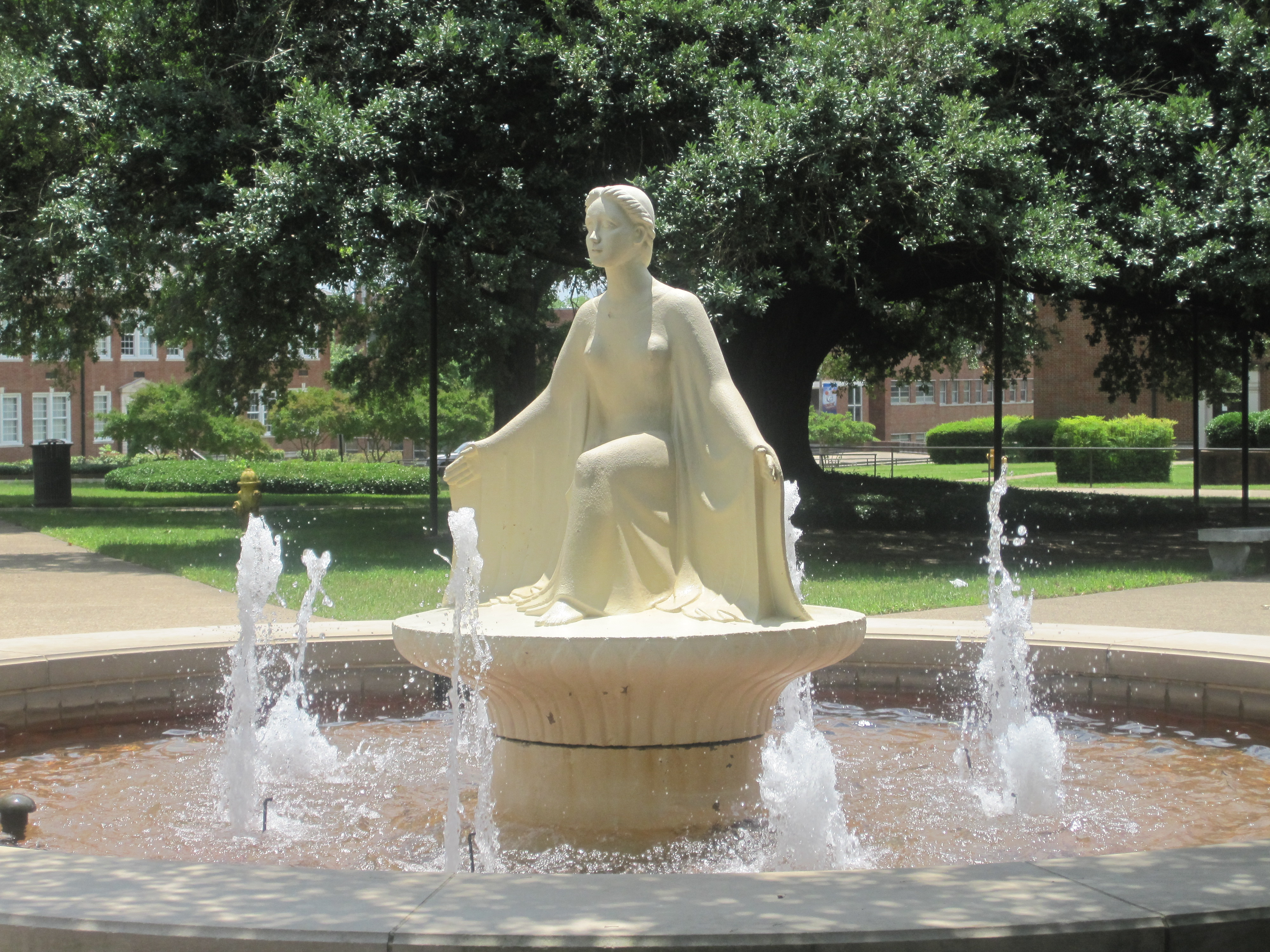

### Dama de la Niebla
La Dama de la Niebla es uno de los hitos más reconocibles en el campus principal de Louisiana Tech. La escultura de granito se encuentra en medio de una fuente en medio del cuadrilátero (The Quad), uno de los puntos focales de la universidad y parte de la sección más antigua del Campus Principal. La Dama de la Niebla simboliza el "Alma Mater" dando la bienvenida a los nuevos estudiantes y despidiéndose de los graduados de Tech. La estatua también simboliza la esperanza de que los graduados de Louisiana Tech cumplan con sus ambiciones y vocaciones más altas en la vida.
La estatua y la fuente fueron financiadas en 1938 por la Asociación Panhelénica de Mujeres de Ruston, el órgano rector de los grupos de hermandades de mujeres de la universidad. La Dama de la Niebla fue idea de Mary Moffett, miembro de la facultad de Arte y Arquitectura, y de la Presidenta del Departamento de Arte, Elizabeth Bethea. La Dama de la Niebla fue creada por Duncan Ferguson y Jules Struppeck y específicamente ubicada en el medio del patio mirando al norte hacia las antiguas columnas de la entrada norte del campus tecnológico. Esto se hizo para dar la bienvenida a todos al campus mientras la gente miraba a través de las columnas de la entrada norte para ver los brazos abiertos de la estatua esperando para saludarlos.
La Dama se deterioró en los años posteriores a su construcción. En 1985, la estatua fue restaurada gracias a los esfuerzos de la Asociación de Gobierno Estudiantil, Panhellenic, la Asociación de Residencias y la Asociación de Mujeres Estudiantes. Hoy, la estatua sigue siendo un punto focal para los estudiantes y exalumnos que regresan al campus de Tech. Los estudiantes de primer año entrantes conmemoran su nuevo comienzo arrojando un medallón de oro a la fuente.

### Pasarela de ladrillos de exalumnos

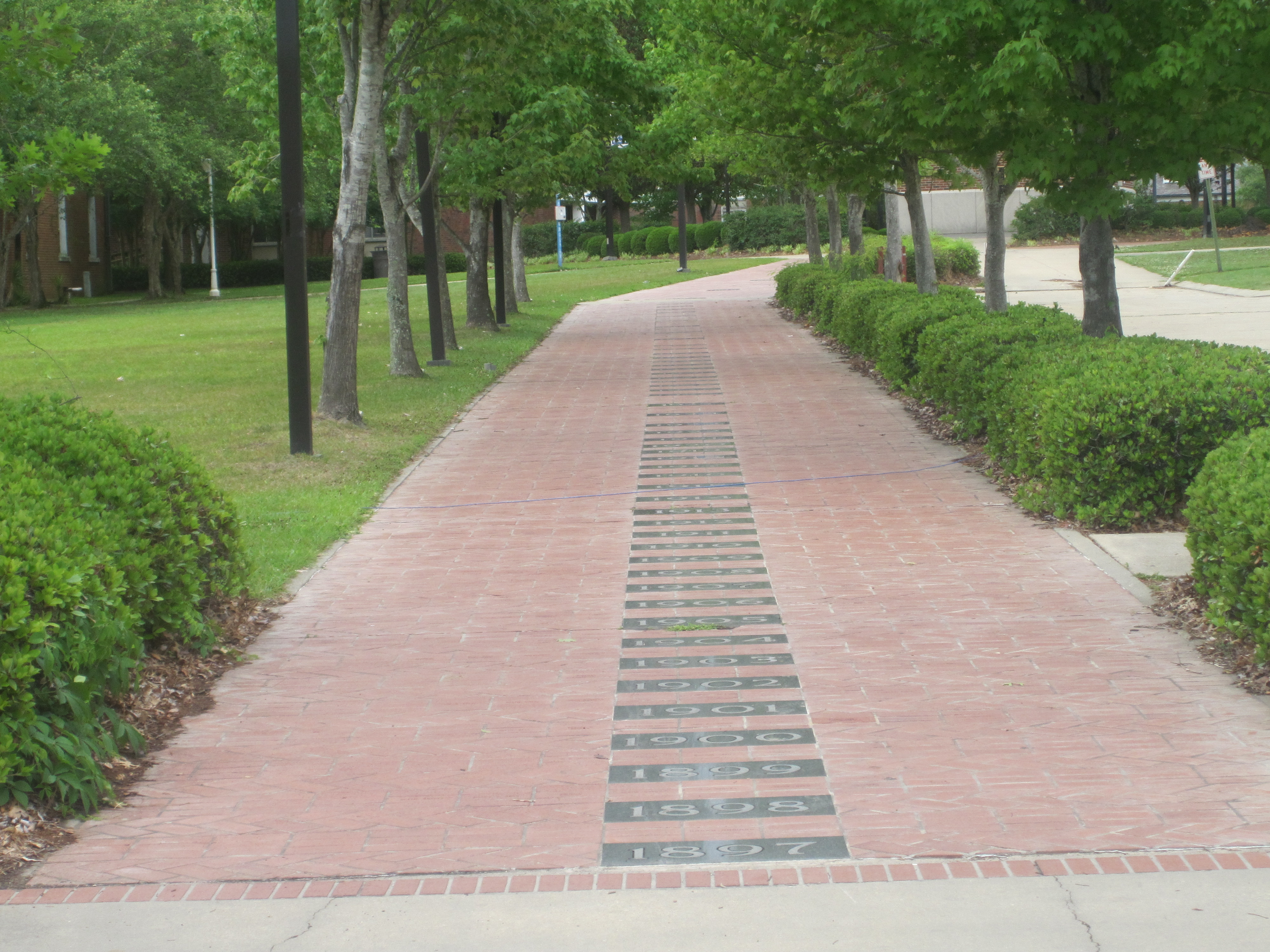

La pasarela de exalumnos se construyó en 1995 como parte de la celebración del centenario en Louisiana Tech. El camino de ladrillos se extiende desde la esquina de Adams Boulevard y Dan Reneau Drive a través del corazón de Centennial Plaza hasta los pasos de Tolliver Hall. La pasarela de ladrillos de exalumnos luego sigue Wisteria Street hacia el norte hacia Railroad Avenue. El plan es extender la pasarela de ladrillos para exalumnos a través de los apartamentos para estudiantes de University Park que se construyeron cerca de J. C. Love Field. En mayo de 2011 , la pasarela contenía 72 000 ladrillos grabados que representaban a todos los graduados de Louisiana Tech desde 1897 hasta el año 2000.